# St.-Stephanus-Kirche (Magdeburg)

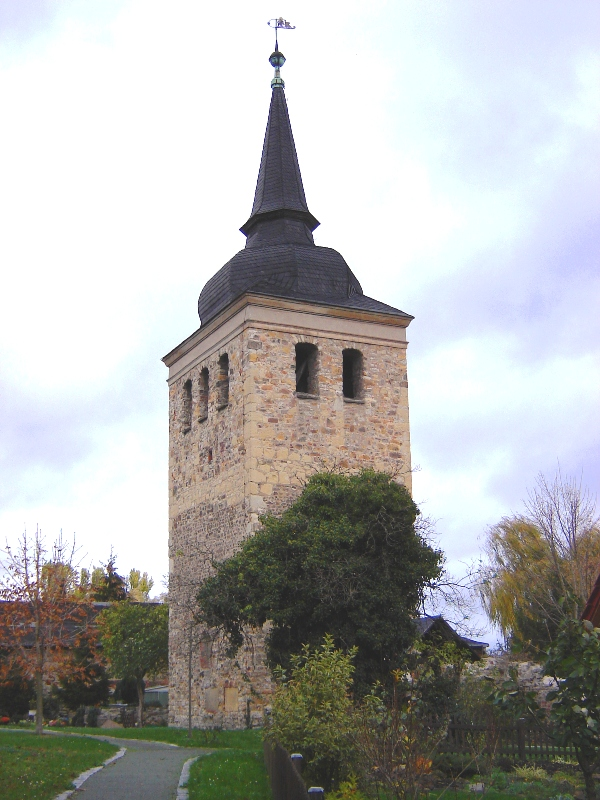
St. Stephanus in Magdeburg-Westerhüsen (Turm)

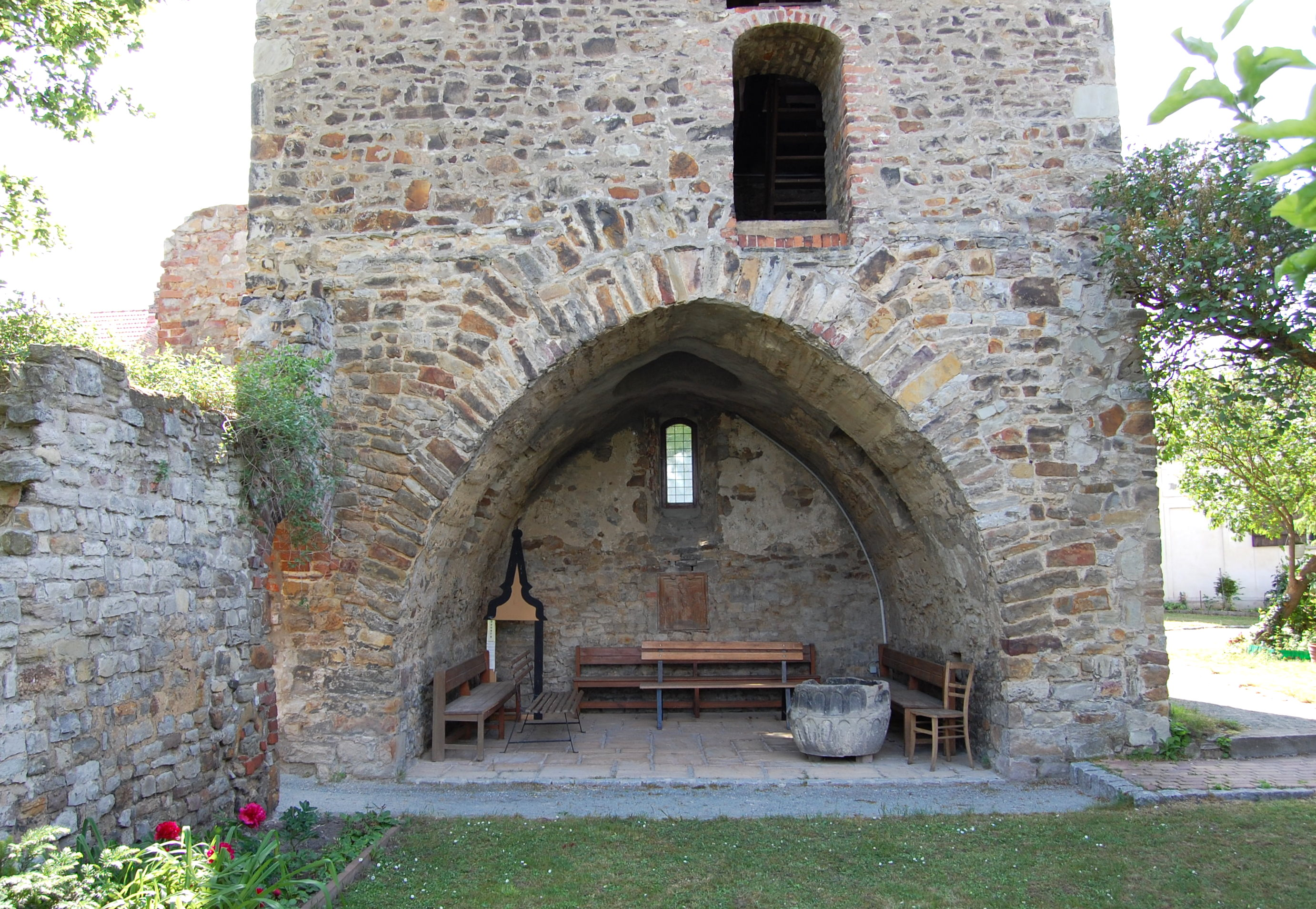
Gewölbe unter dem Turm

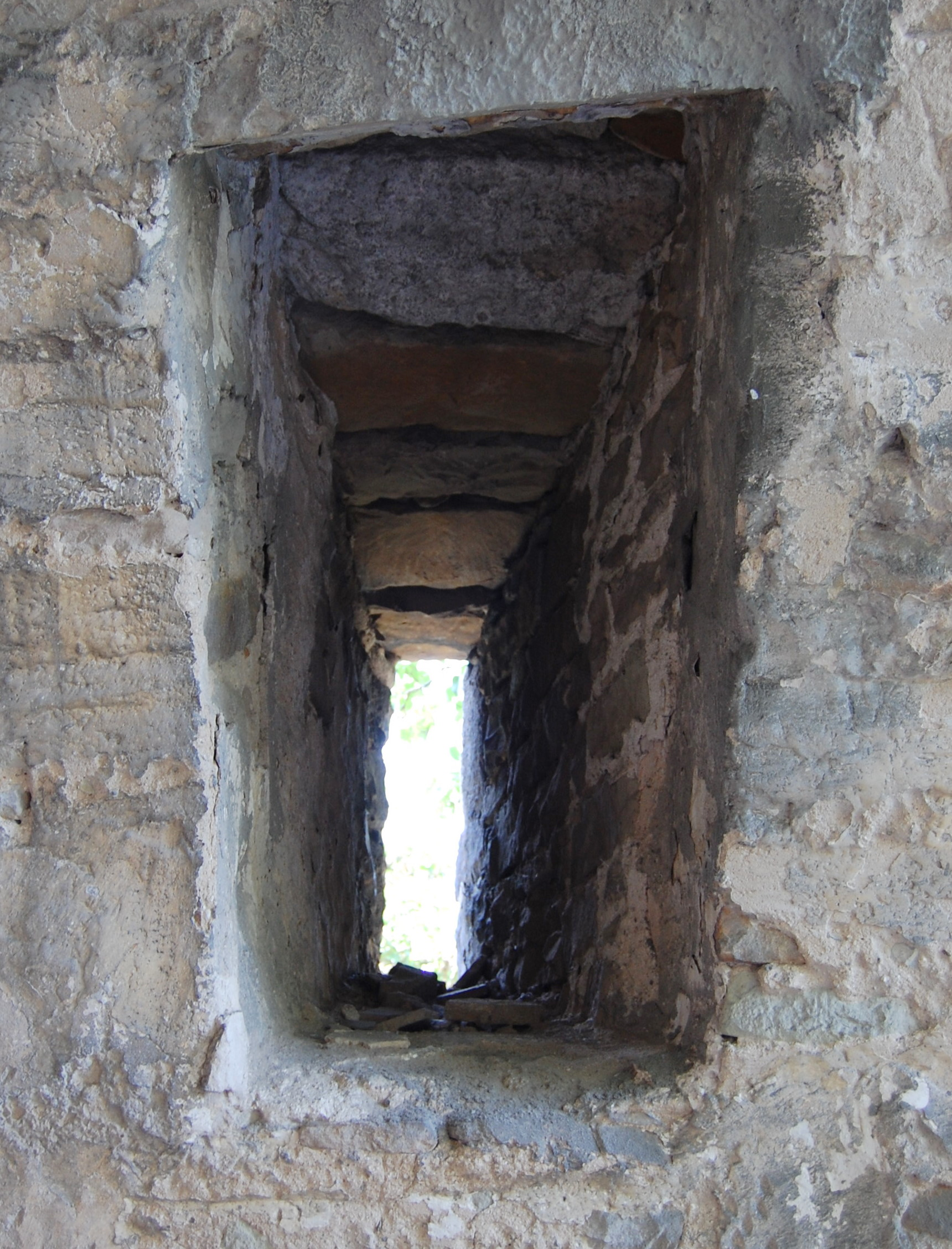
Fenster an der Nordseite des Turmuntergeschosses

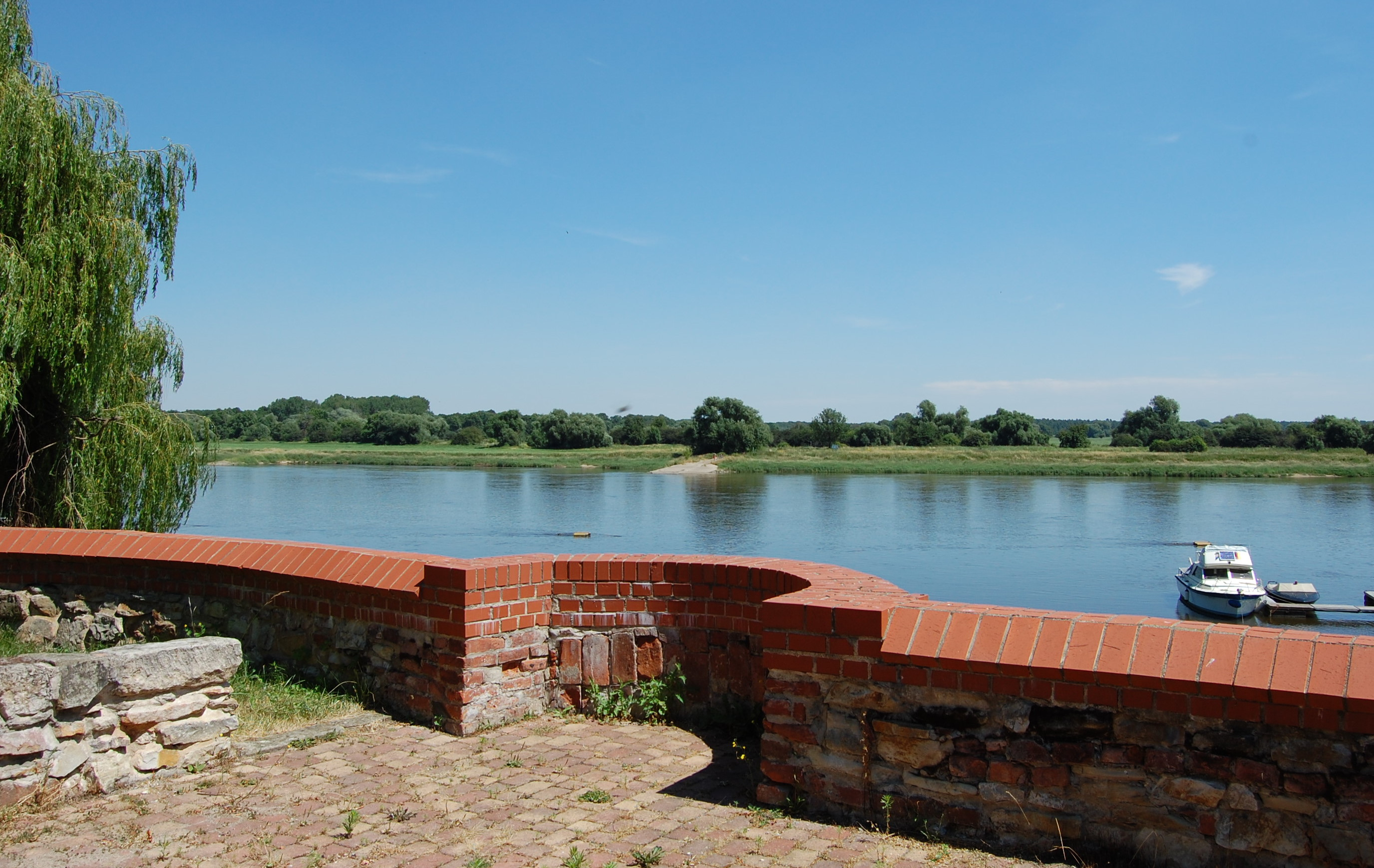
Kirchhofmauer zur Elbe mit der Ausbuchtung

Die Sankt-Stephanus-Kirche ist eine evangelische Kirche im Magdeburger Stadtteil Westerhüsen mit einer bis in die Zeit der Romanik zurückreichenden Bau- und Gemeindegeschichte. Nach Zerstörungen im Zweiten Weltkrieg ist heute im Wesentlichen nur der Kirchturm erhalten. Sie dient jedoch auch weiterhin der Kirchengemeinde Sankt Stephanus als Sommerkirche, die bei ungünstiger Witterung den auf dem Gelände gelegenen Gemeindesaal nutzt. Die Kirchengemeinde gehört zum Kirchspiel Magdeburg-Südost der Evangelischen Kirche in Mitteldeutschland.
Sie liegt im alten Ortskern des ehemaligen Dorfes Westerhüsen in unmittelbarer Nähe zur Elbe, über die sie sich auf einer Anhöhe am linken Elbufer erhebt.

## Architektur
Der erhalten gebliebene Westquerturm verfügt über eine achtkantige barocke zwiebelförmige Haube und rundbogige Schallöffnungen. Bis zum Gesims beträgt die Höhe des Turms 13,5 Meter, bis zum Stern auf der Wetterfahne 28 Meter. Das Erdgeschoss des Turms wird von einer Halle mit spitzem Tonnengewölbe eingenommen, die aus dem 13. Jahrhundert stammen dürfte.

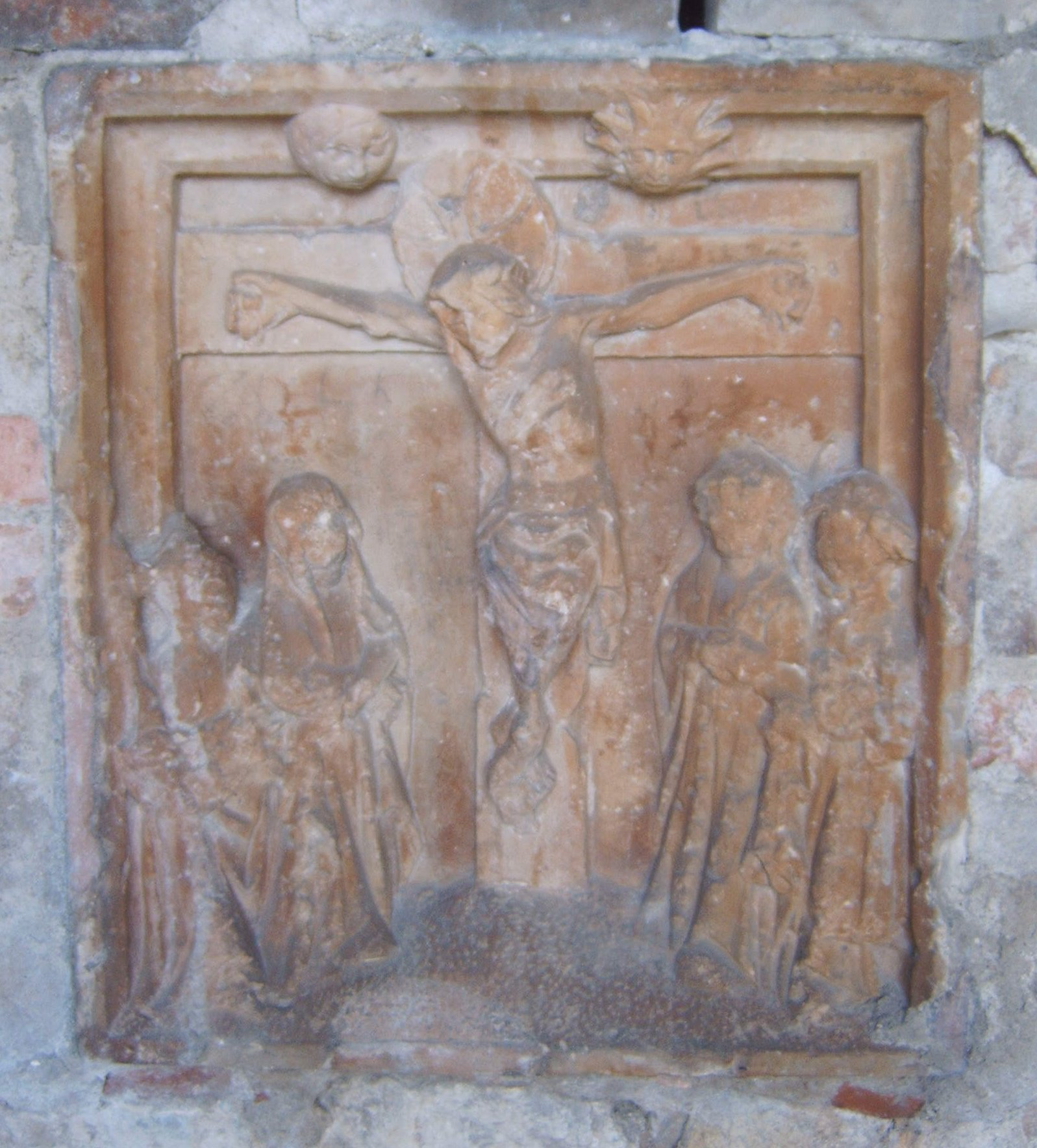
Sandsteinrelief aus dem 15. Jahrhundert

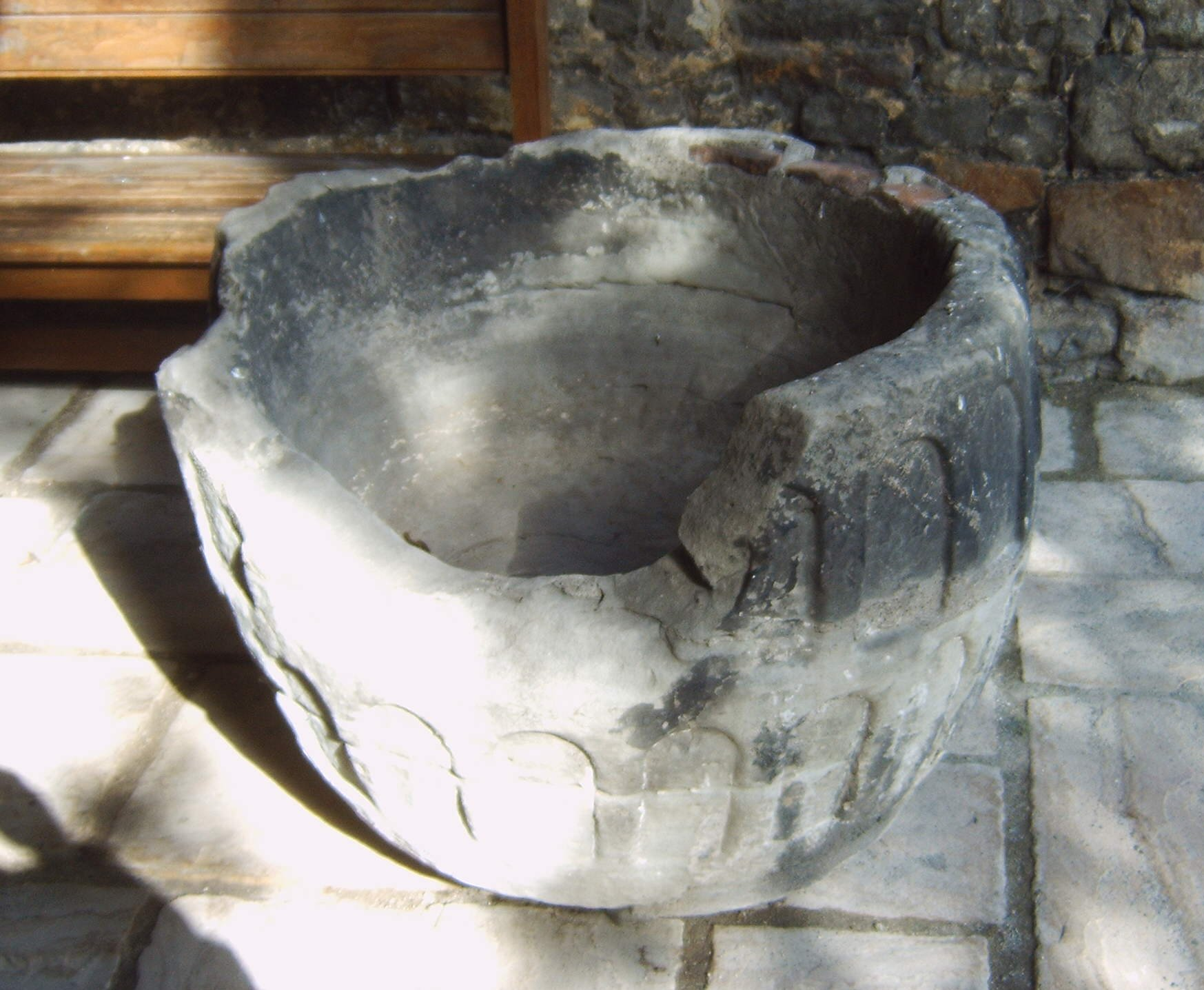
Romanischer Taufstein

Im Inneren des Turms befindet sich ein aus dem 15. Jahrhundert stammendes, eine Kreuzigungsszene darstellendes Sandsteinrelief. Über Christus sind Sonne und Mond abgebildet. Neben der knienden Figur des Stifters befinden sich mehrere Heilige, darunter auch der Heilige Stephanus. Das Relief befand sich ursprünglich, auch nach Umbauten des Jahres 1713 an der der Elbe zugewandten Außenseite des Schiffs. Das in der Mittelachse befestigte Relief wurde von vorbeifahrenden Schiffern und Treidlern gegrüßt. 1940 wurde es in den Turmraum umgesetzt, wo es die Zerstörung des Kirchenschiffs überstand.
Im Gewölbe des Turms steht ein allerdings beschädigter romanischer Taufstein. Dieser dürfte aus der Zeit nach 1200 stammen und zeigt sehr altertümliche Ornamente. Die Außenfläche ist mit zwei Reihen tief eingearbeiteter, rechteckiger, nach oben mit einem Rundbogen abschließender Felder verziert. Obere und untere Reihe sind versetzt zueinander angebracht. Der äußere Durchmesser beträgt 92 cm, der innere Durchmesser 76 cm. Die äußere Höhe beträgt 60 cm, im Inneren misst er 44 cm. Sein ursprünglicher Fuß ist nicht erhalten. Der Innenraum des Steins stellt eine verhältnismäßig große Halbkugel dar, die ausreichend Wasser fasst, um ein Kind bei der Taufe vollständig unterzutauchen. Bis 1713 dürfte er im Turmgewölbe gestanden haben, danach diente er in der Ecke zwischen Turm und Vorhalle zum Auffangen von Regenwasser. 1912 wurde er von Pfarrer Gerhard Wangemann in dieser Ecke entdeckt und auf seine Veranlassung hin ausgegraben. Der von Wurzeln gespaltene Stein wurde wieder zusammengefügt und zunächst in der Vorhalle auf einem Backsteinsockel aufgestellt. Dort wurde er bei der Zerstörung der Kirche beschädigt.
Vorhanden ist auch die 550 kg schwere bronzene Christkönigsglocke aus dem Jahr 1523. Laut ihrer Inschrift clawes backmester von magde borch wurde sie vom Magdeburger Glockengießer Claus Backmester gegossen.
Das Gelände der Kirche ist heute in Teilen als Garten gestaltet. Die Kirche gehört zu den Offenen Kirchen, so dass das Gelände regelmäßig zugänglich ist. Bemerkenswert ist die massive östliche Kirchhofmauer, die als Futtermauer das mehrere Meter oberhalb der Elbe liegende Gebiet des Kirchhofs gegen die tiefer liegenden und auch regelmäßig überschwemmten Bereiche am Fluss abschirmt. Die Kirchhofmauer zeigt eine Ausbuchtung die parallel zur ursprünglich einmal bestehenden Apsis verlief. Während die Apsis jedoch seit dem 16. Jahrhundert nicht mehr vorhanden ist, hat sich die Ausbuchtung erhalten. An den Resten der östlichen Mauer der Vorhalle ist ein an den von 1875 bis 1886 an der Kirche tätigen Pfarrer August Matthisson erinnerndes Kreuz angebracht.

## Geschichte
Die Kirche wurde möglicherweise bereits zum Ende des 8. Jahrhunderts gegründet, ein genauer Zeitpunkt der Grundsteinlegung ist jedoch unbekannt. Es werden Vermutungen angestellt, wonach die Gründung der Kirche auf Bischof Hildegrim zurückgeht, der in der Region zu dieser Zeit ungefähr 30 Kirchen begründet haben soll, die er jeweils dem Heiligen Stephanus weihte.
Zunächst wurde eine Holzkirche errichtet, die dann zu Beginn des 13. Jahrhunderts durch einen Bau aus Stein ersetzt wurde. Der heute noch erhaltene westlich des Kirchenschiffs gelegene rechteckige aus Bruchsteinen errichtete Turm stammt aus dem 13. Jahrhundert. Bedeckt war er von einem einfachen Satteldach. Die Mauern des Turms waren etwa zwei Meter niedriger als heute. Das rechteckige Kirchenschiff war zunächst nur genauso breit wie der Turm, wobei der Innenraum etwas breiter war als der Raum im Turm. Auch die Höhe des Schiffs war verhältnismäßig gering und nicht viel höher als der Turmraum. Man konnte vom Dachboden des Kirchenschiffs durch die noch heute vorhandene Türöffnung oberhalb des Turmgewölbes in den Kirchturm gelangen. Die Fenster des Kirchenschiffs waren als kleine Rundbögen gestaltet. Noch schmaler und kleiner war der sich östlich an das Schiff anschließende quadratische Chor. An den Chor schloss sich eine halbrunde Apsis an.

### Umbau um 1500
Etwa um 1500 begannen Umbauarbeiten. Durch eine vergrößerte Bevölkerungszahl bestand das Bedürfnis und auch die wirtschaftliche Kraft die Kirche zu erweitern. Chor und Apsis wurden entfernt und die Mauern des Kirchenschiffs nach Osten verlängert. Der Abschluss erfolgte durch eine halbkreisförmige Mauer. Im Inneren entstand ein mit bunten Farben und mit Gold geschmückter gotischer Altarschrein. Der Schrein verfügte über ein geschnitztes oder gemaltes Bild im mittleren Teil. Die Flügel links und rechts waren mit vier oder sechs Figuren verziert, die in zwei Gruppen übereinander angeordnet waren. Von diesem früheren Altarschrein wurde Ende 1929 bei der Aufnahme der Dielung auf dem Kirchenboden eine 43 cm hohe, geschnitzte Figur der Heiligen Magdalene wiedergefunden. Die Figur wurde vor dem Kanzelkorb aufgehängt. Auf dem Altar befanden sich zwei bischöfliche Weihekreuze. Zudem gab es ein Sepulcrum, ein viereckiges Loch für Reliquien. Bei dem Umbau war auch eine Sakristei angebaut worden.
Auch aus der Zeit um 1500 stammten zwei Sandsteinfiguren. Eine trauernde Maria und ein Schmerzensmann samt Stifterfigur waren an der Außenwand der Vorhalle in Nischen angebracht. Die beiden allerdings im 20. Jahrhundert bereits kopflosen Figuren befanden sich ursprünglich möglicherweise über der südlichen Eingangstür zur Kirche.

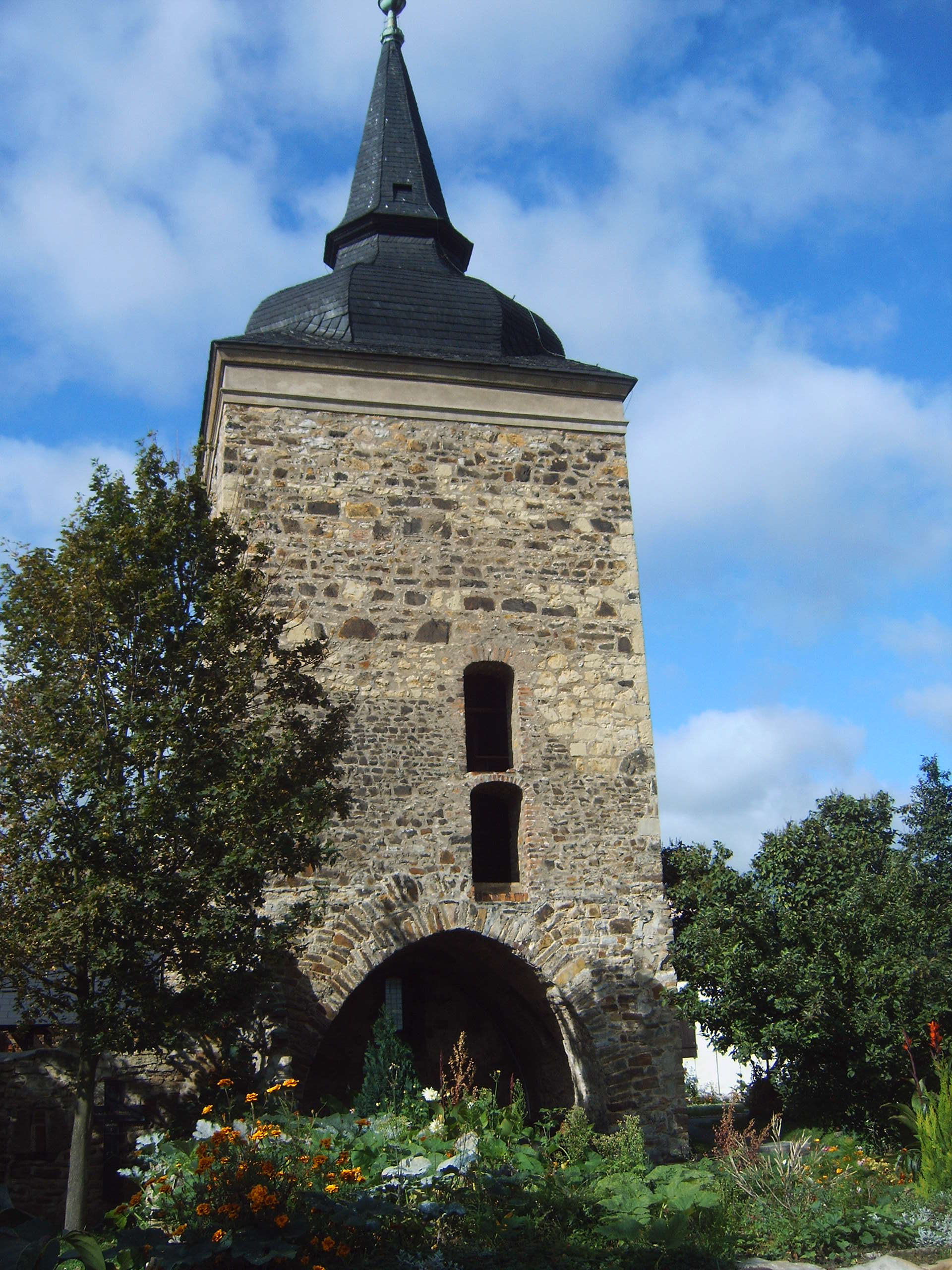
Blick aus dem ehemaligen Kirchenschiff zum Turm

Während der Belagerung Magdeburgs im Schmalkaldischen Krieg in den Jahren 1550/51 wurden die vier in der Kirche befindlichen Glocken entfernt und abtransportiert. Den Westerhüsern gelang es kurze Zeit später den Verbleib der Christkönigsglocke ausfindig zu machen und die Glocke zurückzukaufen.

### Einführung der Reformation
Nachdem im nahen Magdeburg bereits 1524 die Reformation eingeführt worden war, erfolgte dies in Westerhüsen erst 1553. Die Westerhüser wandten sich in diesem Jahr mit einem Schreiben an die Universität Wittenberg und baten um die Entsendung eines Pfarrers der neuen Lehre, da sonst die Kirche veröden würde. Als erster evangelischer Pfarrer kam etwa 1553 der damals erst 23-jährige Johannes Kickenap an die Sankt-Stephanus-Kirche. Anlässlich einer Visitation am 18. April 1564 wird er als „wohlgelehrt, zu lehren tüchtig und wohlgeschickt“ bezeichnet. Zu gleich wurde auf einen ihn betreffenden „schweren Fall“, der sich „vor Jahren … mit ihm zugetragen“ hatte hingewiesen. Die Kommission entschied jedoch, dass er trotzdem weiter in Westerhüsen tätig bleiben darf. Für seine eigenen Einkünfte hatte ein Westerhüser Pfarrer 3,5 Hufe und somit 105 Morgen Acker zur Verfügung. Dies blieb so bis zur 1860 durchgeführten Separation. Auch dem Küster war Land zugeteilt. Kickenap bewirtschaftete davon eine Hufe selbst, die anderen Flächen waren verpachtet. Hinzu kamen die Entgelte für kirchliche Handlungen und eine 15 Schock Heu, etwa sechs Morgen, umfassende als Grasewiesche bezeichnete Weide. Merkwürdigerweise stand dem Westerhüser Pfarrer auch ein Fleischzehnt vom nicht sonderlich nahe gelegenen Dorf Zens zu. Möglicherweise ging dieses Recht auf eine Zeit zurück, in der die Westerhüser Kirche vielleicht als Missionskirche für ein größeres Gebiet diente. Die Zenser hatten danach sechs Lämmer, acht Gänse, 13 Rauchhühner und einen Kornzehnt von vier Gulden zu zahlen. Erst am 23. September 1837 verweigerten die Zenser die weitere Entrichtung dieser einen Wert von etwa 200 Talern umfassenden Abgabe. Nach einem jahrelangen Rechtsstreit erhielten die Zenser vor dem Königlichen Geheimen Obertribunal in Berlin am 5. September 1845 recht.

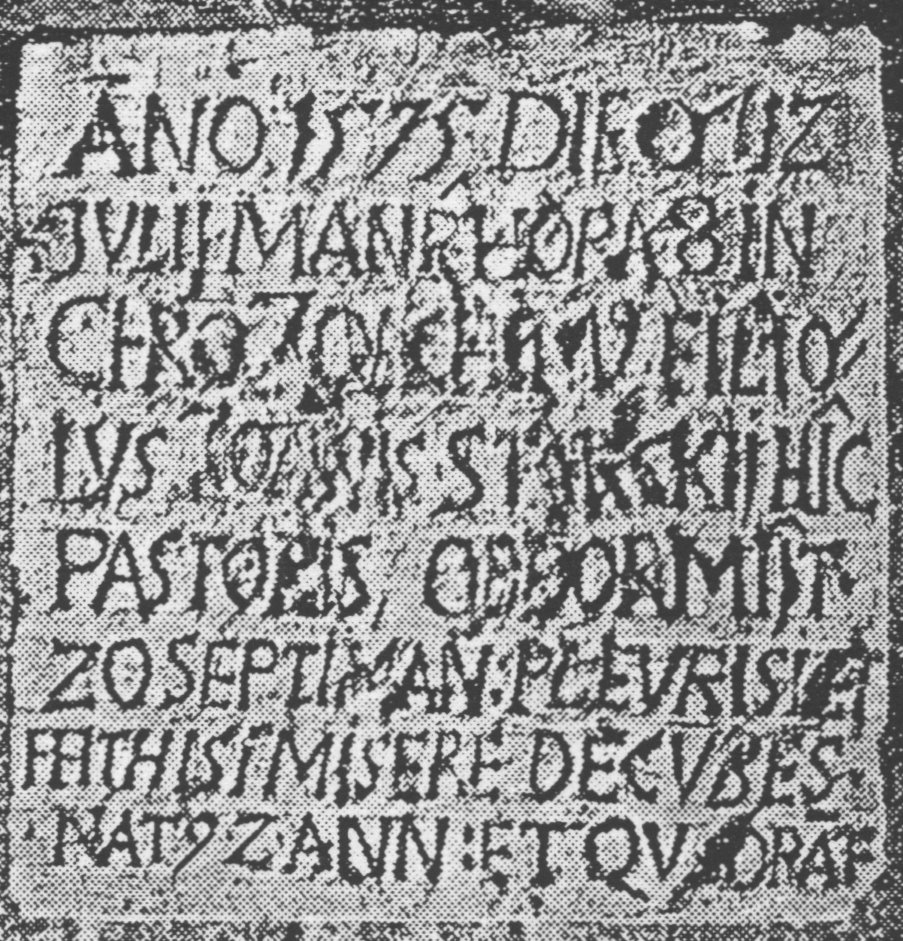
Grabstein für Joachim Starck

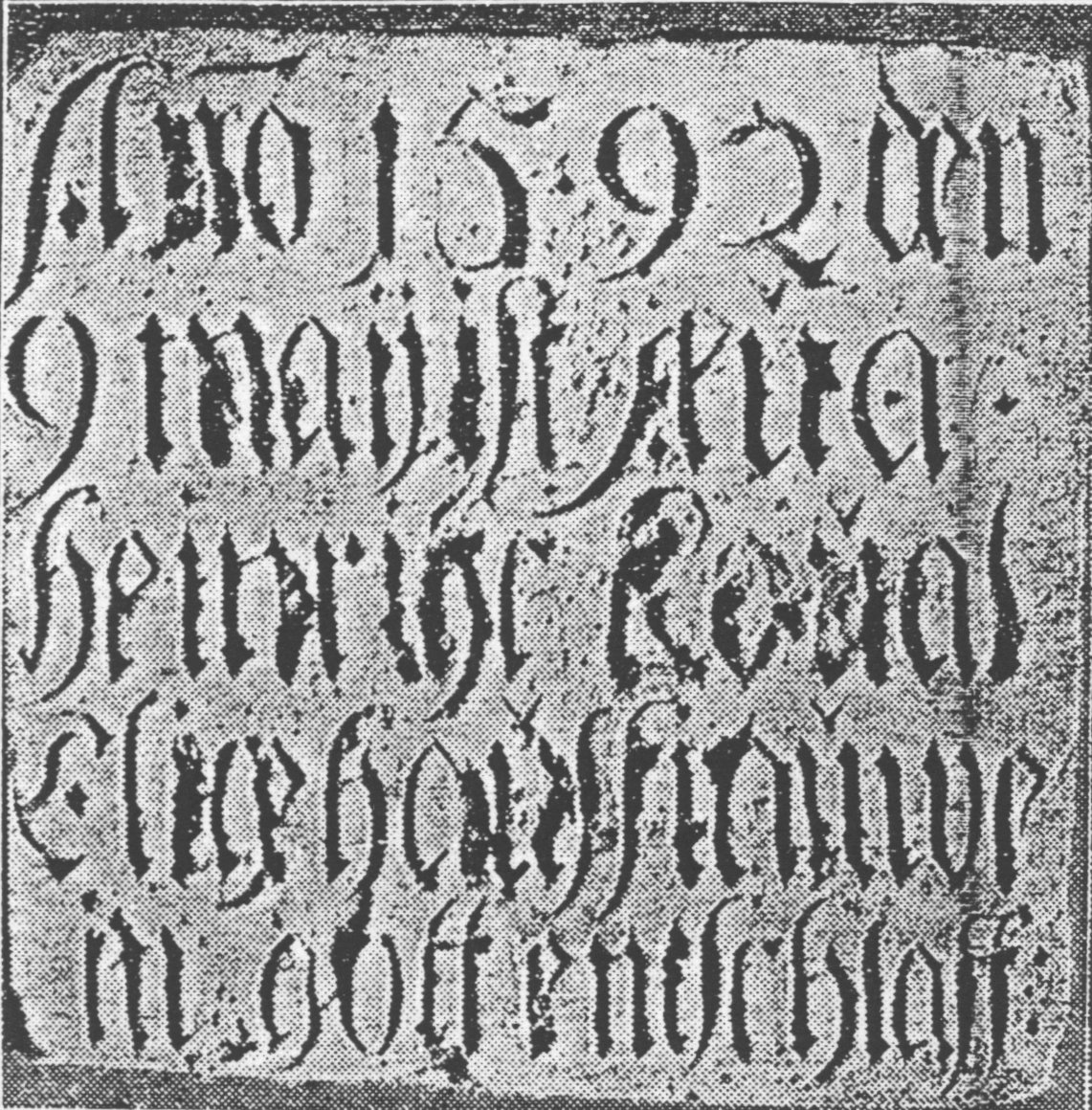
Ziegeltongrabstein für Eva Koval

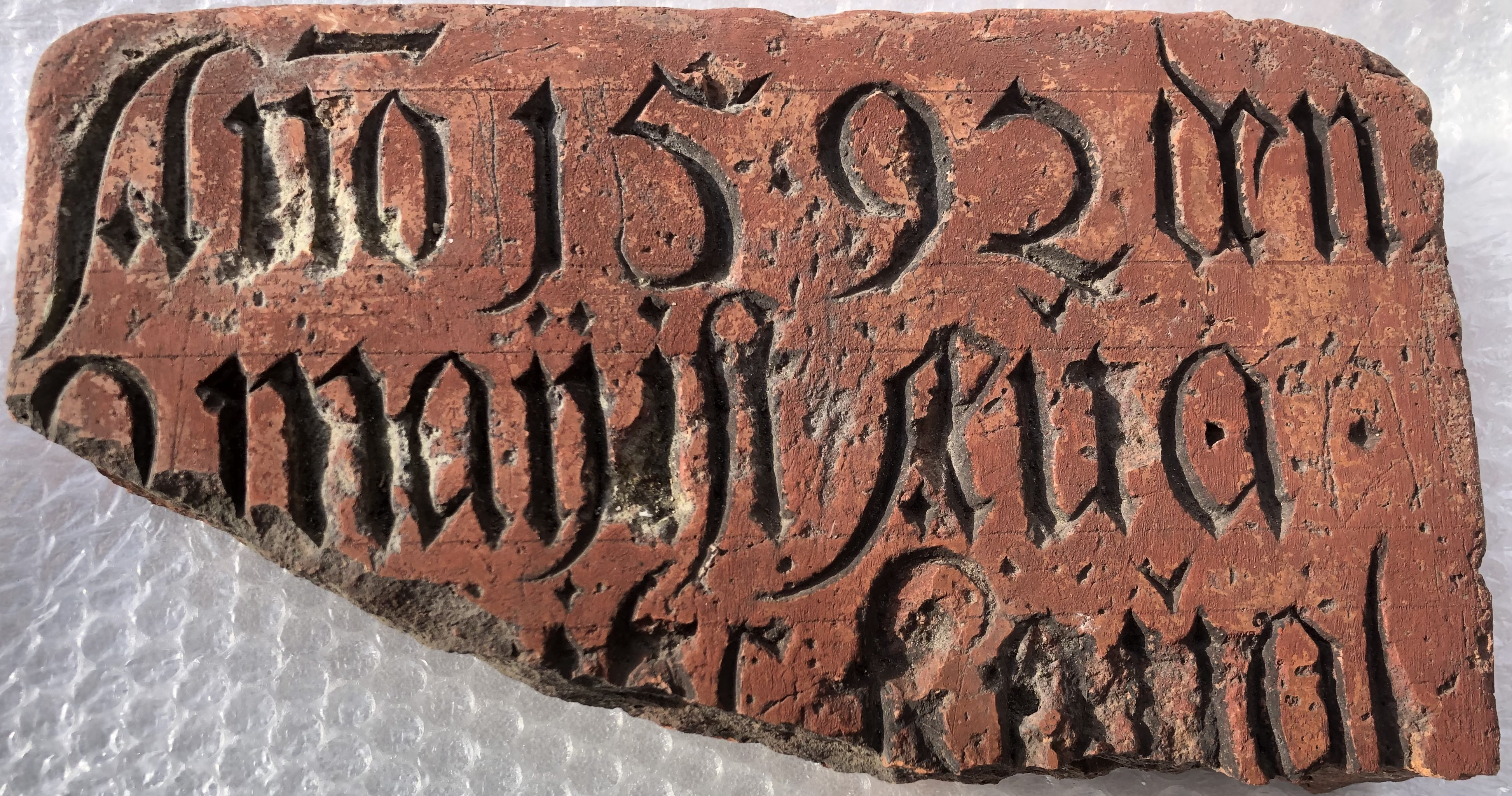
Erhaltenes Bruchstück, 2021

Etwa 1572 wurde Johannes Starcke Pfarrer der Kirche. Ihm wurden am 18. Oktober 1587 die Buckauer und die Fermersleber Kirche als Filialkirchen unterstellt. Im Falle Buckaus handelte es sich nur um eine kurze Episode, da die Buckauer bereits 1592 wieder eine eigene Kirche samt Pfarrer erhielten. Auch Pfarrer Starcke wird in einer Visitation als „wohl studiert“, der „seine Zuhörer auch im Katechismus treulich unterrichtet“ beschrieben. Am 12. Juli 1575 verstarb Joachim, der 2¼-jährige der Sohn des Pfarrers Starcke. Ein bis zur Zerstörung der Kirche noch vorhandener Ziegeltongrabstein erinnerte daran.
Noch bis in die 1930er Jahre war unterhalb der Fenster der südlichen Außenwand dieser und ein weiterer aus dem 16. Jahrhundert stammender Ziegeltongrabsteine eingearbeitet. Sie waren aus gebranntem Ziegelton hergestellt. Steine dieser Art sind nur sehr wenige erhalten. Um sie vor Witterungseinflüssen zu schützen, wurden sie restauriert und dann in den Innenraum unterhalb des Kirchturms umgesetzt, sind dort jedoch heute nicht mehr vorhanden. Die größere der beiden Platten war 26 cm breit, 25,5 cm hoch und 5 cm stark. Die Inschrift war in deutscher Fraktur gefasst und lautete: Anno 1592 den / 9 May ist Aeva / Heinrich Koval / Elige Hausfrauwe / in Gott entschlaff: und erinnerte so an den Tod von Eva Koval der ehelichen Hausfrau Heinrich Kovals am 9. Mai 1592. Der andere Stein war 20 cm breit und hoch und 6 cm stark. Er trug in fehlerhaftem Latein die Inschrift: ANNO 1575, DIE 12 / JVLIJ MANE HORA 8 IN / CHRO JOACHIMUS FILIO- / LVS JOANIS STARCKIJ HIC / PASTORIS, OBDORMIJT. / 20. SEPTIMAN:PLEVRISI ET / PHTHISI MISERE DECVBES / NATUS. 2. ANN: ET QVADRAT. Die Inschrift bedeutet in etwa Im Jahre 1575 ist am Dienstag, den 12. Juli, frühmorgens 8 Uhr, Joachim, das Söhnchen des hiesigen Pastors Johann Starck, in Christo entschlafen, nachdem es 20 Wochen an Brustfellentzündung und Schwindsucht darniederlag. Sein Alter war 2 1/4 Jahr. Es erscheint möglich, dass die beiden zu den Steinen gehörenden Gräber sich unterhalb des ursprünglichen Standortes der Grabplatten an der Südseite der Kirche befanden.
Die Steine wurden wohl bei der Zerstörung der Kirche im Jahr 1945 vernichtet. Im Jahr 2021 konnte jedoch ein erhaltenes Bruchstück des Steins von 1592 aufgefunden werden.
Spätere Pfarrer waren Johannes Reumann aus Eisfeld, der 1622 und Georg Cramer aus Königsee in Thüringen der 1626 jeweils als Westerhüser Pfarrer verstarb. Beide gehörten zuvor zu den Conventualen des Klosters Berge und dürften dort als Lehrer tätig gewesen sein.

### Dreißigjähriger Krieg
Der Pfarrer Johann Sagittarius kümmerte sich neben der Westerhüser Gemeinde auch um Salbke, da der dortige Pfarrer die Gemeinde verlassen hatte, nach dem ihn die Salbker durch die Auswirkungen des Dreißigjährigen Kriegs nicht mehr ernähren konnten. In die Amtszeit des nächsten Pfarrers Joachim Pomarius fielen die Belagerung und Zerstörung Magdeburgs 1631. Auch Westerhüsen wurde schwer verwüstet. Pomarius starb erst 41-jährig am 10. November 1636 in Schönebeck (Elbe) an der Pest. Mit ihm noch drei seiner Kinder. Die nächsten elf Jahre war die Pfarrstelle dann unbesetzt. Nur wenige Menschen lebten noch in Westerhüsen, der Ort war praktisch entvölkert. Erst 1647 kam mit dem 27-jährigen, in Jüterbog geborenen Martin Friedrich Curio wieder ein Pfarrer in den Ort, der anfänglich auch die Salbker Amtsgeschäfte mit versah. Die Einkommenslage war jedoch schlecht, so dass Curio 1664 im Gebiet des wüsten Dorfes Pötritz einen Gasthof eröffnete. Auch pachtete er 1669 auf sechs Jahre das Freigut, den späteren Stöfflerschen bzw. Weibezahlschen Hof. Curio, von dem es in einem Visitationsprotokoll heißt, „er nehme zuweilen ungeräumte Händel vor“, verstarb nach mehrwöchiger Krankheit am 18. November 1686. Das von ihm geführte Kirchenbuch soll nach seinem Tode bei einem Brand vernichtet worden sein, wobei Näheres zu dem Brand nicht überliefert ist. Die überlieferten Kirchenbücher beginnen erst ab dem Jahr 1687, ein Jahr nach dem Tode Curios. Schöppen und Bürgermeister Westerhüsens teilten in einem erhalten gebliebenen Brief an das Domkapitel vom 19. November 1686 den Todesfall mit und baten um einen baldigen Ersatz.
Für das Jahr 1650 berichtet ein Visitationsbericht, dass die Sakristei durch den Schulmeister genutzt wurde, da das Schulhaus im Bereich der heutigen Elmer Straße 3 im Dreißigjährigen Krieg zerstört worden war. In dem Bericht wird der Zustand der Kirche bereits als „sehr baufällig“ beschrieben. Der Kirchhof sei als solcher fast nicht zu erkennen, da dort auch Vieh weide. Ein Zustand der auch in früheren und späteren Zeiten jeweils beklagt wurde. Die Kirchengemeinde führte keine Buchhaltung, da sie über keine Einnahmen verfügte. Der Pfarrer teilte mit, dass ihm trotz seiner seit mehr als drei Jahren währenden Dienstzeit seine Bezüge unbekannt seien.
Nach einer Abrechnung aus den Jahren 1685/86 wurde ein sogenannter Schülerchor angebracht. Eine Orgel dürfte es zu diesem Zeitpunkt noch nicht gegeben haben. Im Kirchturm war jedoch eine Kirchturmuhr installiert. Als Uhrengewichte dienten schwere Steine, die an durch Löcher im Turmgewölbe geführten Seilen vor dem kleinen Fenster im Turmraum hingen. Heute verfügt der Turm nicht mehr über eine Turmuhr.
1704 wurde Achatz Erdmann Schröder nach einer die Gemeinde begeisternden Probepredigt Pfarrer in Westerhüsen. Seine Amtszeit wurde jedoch von einer sich ergebenden Feindschaft mit dem im benachbarten Schulhaus lebenden Kantor Christoph Heinhöft überschattet. Nach einem heftigen Streit der beiden im Schulhaus drang der Kantor in das Pfarrhaus ein und schlug den Pfarrer, dessen Ehefrau sowie deren zu Besuch weilenden Bruder, den Organisten Bollmann aus Groß Ottersleben. Mit Hilfe des Gesindes gelang es den Kantor aus dem Pfarrhaus zu drängen. Von einem Fenster der Schule aus drohte jedoch der Kantor jeden zu erschießen, der das Pfarrhaus verließ. Zwar wurde der Kantor bestraft, trotzdem beendete Pfarrer Schröder kurz danach seine Amtszeit und ging nach Schnarsleben. Die Westerhüsener versuchten den Umzug zu verhindern und veranlassten die Schnarsleber dazu, ihren neuen Pfarrer nicht abzuholen. Er mietete sich daraufhin ein eigenes Fuhrwerk und fuhr selbst nach Schnarsleben.

### Neugestaltung ab 1713
1713 erfolgte ein weiterer grundlegender Umbau im Stil des Barock. Andere Quellen geben für den Umbau vermutlich unzutreffend den Zeitraum um 1726 an. Das Kirchenschiff wurde um drei Meter nach Norden verbreitert und um etwa 1,60 Meter erhöht. Der runde Ostabschluss wurde entfernt und durch einen geraden Abschluss mit abgeschrägten Ecken ersetzt. Darüber hinaus erhielt das Schiff neue mit einem flachen Bogen versehene Fenster. Um das Schiff zogen sich in der Höhe der Fenstersohlen und Fensterbögen geputzte, einfache Bänder.
Die neu entstandene Decke wurde mit einer einfachen Stuckverzierung versehen, die noch an die Formensprache der Renaissance erinnerte. An der Decke wurden ein stehender Engel mit erhobener Hand angebracht, in der er einen Palmkätzchenzweig hielt. Vor und hinter dem Engel waren geflügelte Engelsköpfe zu sehen. In den Ecken der Chorseite wurden oberhalb der Hohlkehle ebenfalls Engelsköpfe angebracht. Bemerkenswert war, dass die Ausrichtung der Deckengestaltung sich nicht an den Längsseiten orientierte, sondern sich auf den Turmraum bezog, der jedoch durch die Erweiterung nach Norden, nicht mehr mittig zum Schiff stand.
Das Kirchenschiff wurde auch mit Emporen ausgestattet. Diese wurden an der Süd-, West- und Nordseite aufgestellt und hatten gemusterte Brüstungsfelder. Auf denen Emporen saßen die Kinder, Jungknechte und Knechte. Dem Feldhüter oblag die Aufsicht. Südlich am Kirchenschiff entstand die mit einem Walmdach gedeckte Vorhalle, von der noch einige größere Mauerreste erhalten sind. Von der Vorhalle aus erreichte man dann über eine breite Treppe die Emporen. Auch verfügte die Kirche ab etwa 1765/66 über eine Orgel. Aufgrund der Erhöhung des Kirchenschiffs führte der Zugang zum Turm nicht mehr über den Dachboden, sondern über eine freistehende, hinter der Orgel befindliche Holzstiege.
Das Gestühl bestand in der Mitte des Kirchenschiffs aus Bankreihen. An der Nord- und Südwand standen offene Stühle. Zwei Gänge führten entlang der mittleren Bestuhlung zum Altar. Im Chorraum, der eine Stufe höher lag als das Schiff, befanden sich geschlossene Stühle. Die seitliche Bestuhlung schloss direkt an den Kanzelaltar an. Die Sitze im Kirchenschiff waren zunächst an einzelne Familien vergeben, die hierfür anfänglich auch Geld zu zahlen hatten. So gehörten die geschlossenen Stühle an der Nordseite zum Stöfflerschen Hof, dem späteren Weibezahlschen Hof, heute Alt Westerhüsen 153. Auf der Südseite befand sich der Stuhl des Domstifts sowie der Schöppenstuhl. Der Schöppenstuhl wurde 1905 bei Anlage einer neuen Heizung entfernt. Der Pfarr- und Patronatsstuhl war vergittert und verfügte über ein Schiebefenster. Mit dem Einbau einer neuen Bestuhlung im Jahr 1902 wurde die Anordnung der Bänke so verändert, dass ein breiter Mittelgang zum Altarraum entstand.
Ungewöhnlicherweise waren sowohl das Gestühl, als auch Treppen und Emporen nicht gestrichen, sondern zeigten einen braunen Holzton. Diverse Male gab es Forderungen oder Pläne zur farblichen Gestaltung, die jedoch zunächst unter finanziellen Gesichtspunkten, 1907 unter konservatorischen Aspekten abgelehnt wurden. 1933 wurden die Holzflächen mit Leinölfirnis behandelt. Der Braunton des Holzes soll sehr schön mit dem einfachen elfenbeinfarbenen Anstrich der Kirchenwände und -decke harmoniert haben.
Die Kanzel des 1713 von Severin Gottlieb Ziegenbalg geschaffenen, die gesamte Ostseite einnehmenden Kanzelaltars entwickelte sich aus Akanthvoluten, die seitlichen Stützen waren als Palmbäume gestaltet, an denen sich distelig gezackte, fein durchbrochene Akanthvoluten befanden. Auf dem Schalldeckel befand sich eine Figur des auferstandenen Christi, die als im Tanzschritt triumphierend beschrieben wird. Auch der noch aus katholischer Zeit stammende Altar wurde erneuert. Die bis dahin 1,22 Meter breite Altarplatte wurde mit einer 56 cm breiten, zwischen Weihekreuzen und Sepulkrum eingefügten Sandsteinplatte vergrößert. Zur hinter dem Kanzelaltar befindlichen Sakristei führten zwei Türen mit geschnitzten Vorhängen und Blumenketten vor den Bögen über denen auf der linken Seite Sankt Paulus und rechts Sankt Moritz standen. Die Paulusfigur wurde als künstlerisch sehr gelungen dargestellt. Paulus wirke als ein Mann, der „gegrübelt, gekämpft und gelitten hat“. Er lehnte sich nachdenklich an und hatte die Beine übereinander geschlagen. Links stützte er sich auf ein Schwert. In der Rechten hielt er ein aufgeschlagenes Buch. Durch Holzwurmbefall fehlte um 1940 der ansonsten gut erhaltenen Figur das Schwert. Bei der Mauritiusfigur war die Fahne und am Akanthus links und rechts übergreifende Ranken aus gleichem Grund verschwunden.
1713 ersetzte man auch den bis dahin in Gebrauch befindlichen Taufstein durch einen geschnitzten hölzernen Taufengel, der in seinen Händen die eigentliche Taufschale hielt. Diese Figur hing an einem Drahtseil frei im Raum und konnte zur Decke hochgezogen werden. Bei Taufen wurde er dann herabgelassen. Bereits für 1724 ist eine Reparatur des Taufengels belegt. In einer Inventaraufstellung von 1819 ist er noch enthalten. Im Jahr 1830 wurde im Inventar dann jedoch bereits ein hölzerner Taufständer mit schwarzer Politur aufgeführt, der bis zur Zerstörung der Kirche in Gebrauch blieb. Lediglich im Zeitraum von 1914 bis 1929 war wohl ein Terrakottablumenständer im Altarraum in Nutzung, der dann jedoch an die Grundschule Westerhüsen abgegeben wurde. Bis zur Zerstörung der Kirche konnte man in der Decke noch ein verschlossenes Loch erkennen, das früher der Aufhängung des Taufengels diente.
Während der Umbauarbeiten, die insgesamt Kosten von 951 Talern und sechs Groschen verursachten, und der Anschaffung des neuen Kanzelaltars war Daniel Christian Balecke Pfarrer an der Kirche. Der seit 1709 hier Tätige verstarb erst 35-jährig am 17. August 1715. Er wurde im Altarraum beigesetzt. Die für ihn angefertigte Grabplatte verschwand jedoch später.
Probleme bei der Neubesetzung der Pfarrstelle ergaben sich nachdem Pfarrer Lüders am 4. November 1721 nach Aken (Elbe) versetzt worden war. Als neuer Pfarrer war der Theologiestudent Friedrich Nesemer vorgesehen. Er erhielt jedoch von der theologischen Fakultät der Universität Halle aufgrund eines „zügelosen Studentenlebens“ kein Zeugnis. Der Streit zog sich hin, bis schließlich Daniel Luca 1723 neuer Pfarrer wurde.
Nach der Erhöhung des Kirchenschiffs erfolgte 1729 eine Erhöhung des Turms um zwei Meter. Hierbei wurden auch neue Schallöffnungen eingefügt. Innerhalb des Turms sind noch die dabei verschlossenen alten Schallluken zu sehen. Bekrönt wird der rechteckige Turm seitdem von einer im Grundriss achteckigen barocken schiefergedeckten Zwiebelhaube. Es wird angenommen, dass der Kirchturm zuvor ein übliches ziegelgedecktes Dach hatte.
Die Arbeiten erfolgten durch den Zimmermeister Johann Ostwald und den Schieferdecker Heynemann, jeweils aus Magdeburg und den Steinhauermeister Jakob Lettgau aus Seehausen. Heynemann setzte am 22. September 1729 den Turmknopf auf den Turm. Zu den Aufgaben Lettgaus zählte die Lieferung der Gesimssteine. Darüber hinaus lieferte er für einen Betrag von einem Taler und 16 Groschen auch eine Sonnenuhr. Diese trug die Jahreszahl 1729 und ist nicht erhalten.
1730 wurde Johann Christoph Wiggard Pfarrer. Ihm folgte am 6. Dezember 1740 Joachim Christian Freytag nach. Der in Halle studierte Freytag versah das Amt bis zu seinem Tod am 12. April 1778. Freytag war, bedingt durch den Tod seiner ersten beiden Ehefrauen insgesamt dreimal verheiratet. Die Ehen blieben kinderlos.

### Die Westerhüsener Kirche im 19. und 20. Jahrhundert

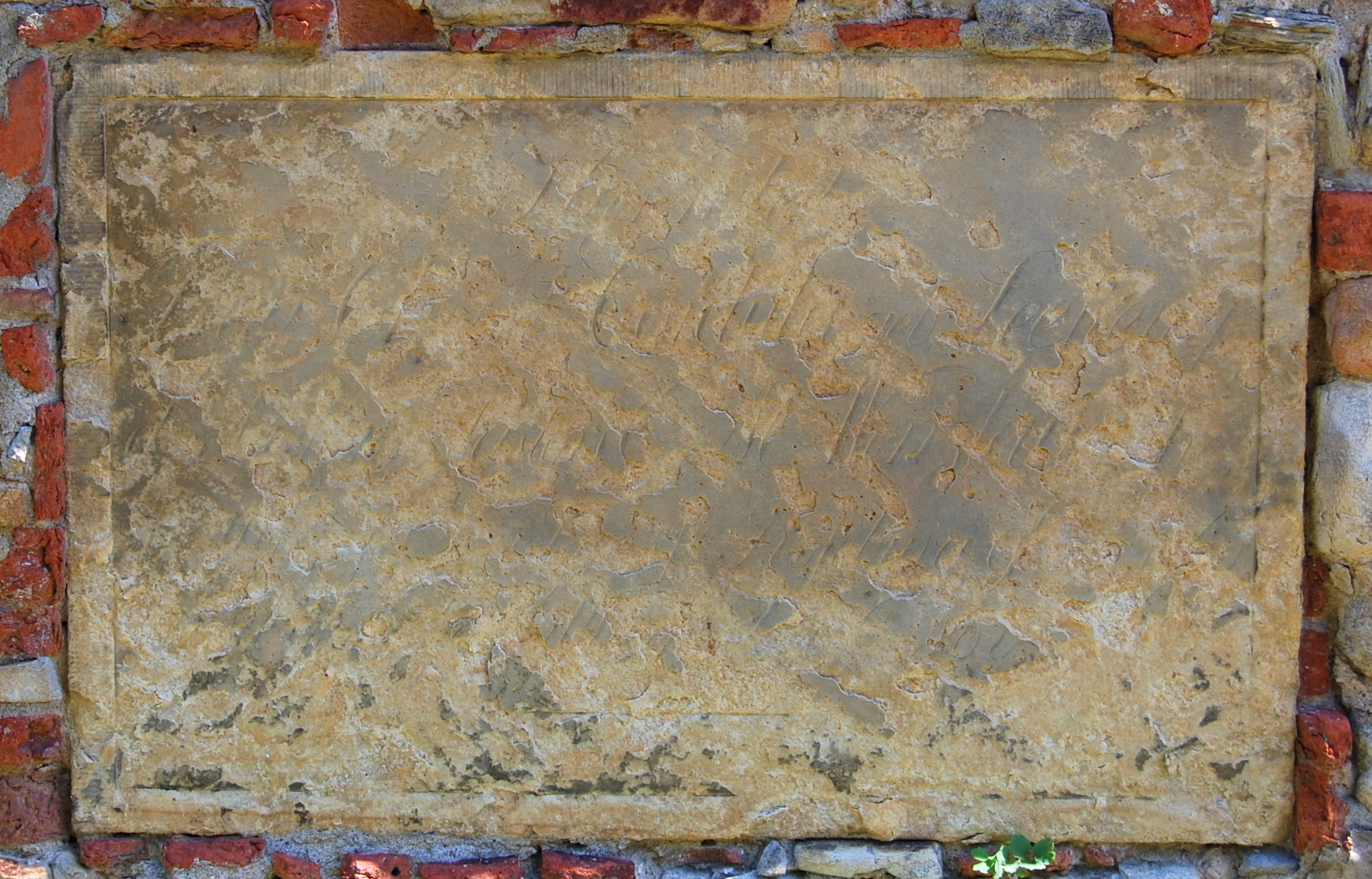
Grabplatte in der westlichen Außenwand des Turms für Johann Christian Wenzlau

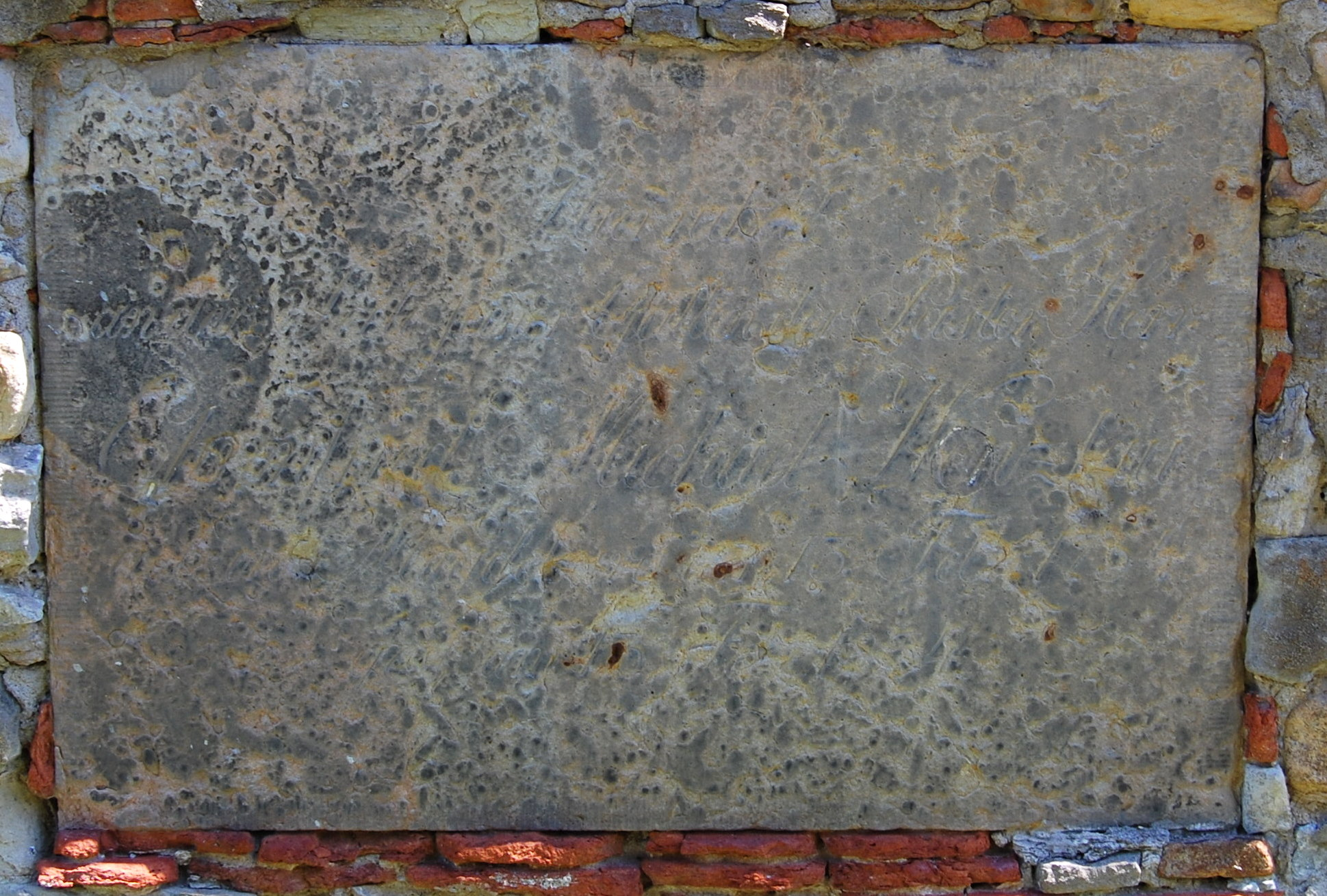
Weitere Grabplatte, rechts der ersten für die Ehefrau Wenzlaus

Ab dem 9. Mai 1779 war Ehrenfried Michael Wenzlau Pfarrer in Westerhüsen. Der am 13. Februar 1754 geborene Sohn des Pfarrers der Magdeburger Johanniskirche Johann Christian Wenzlau dürfte der Dienstälteste der Westerhüser Pfarrer sein. Er wurde zu seinem 50. Dienstjubiläum vom preußischen König mit dem Allgemeinen Ehrenzeichen erster Klasse ausgezeichnet und soll aufgrund seiner menschenfreundlichen, anständigen und gewissenhaften Amtsführung beliebt gewesen sein. In seiner Amtszeit wurden zuvor im 18. Jahrhundert auf dem Kirchhof angepflanzte Maulbeerbäume wieder entfernt. Er verstarb an seinem 80. Geburtstag überraschend, nachdem er am gleichen Tag noch normal die Amtsgeschäfte versehen hatte und wurde an der Westseite des Kirchturms unter den in der Kirchturmmauer angebrachten Grabplatten beigesetzt. Eine der beiden Grabplatten erinnert an ihn, die andere Platte an seine bereits zuvor verstorbene Ehefrau.
Schon in den 1720er Jahren scheinen sich Undichtigkeiten am Dach ergeben zu haben, die jedoch nicht oder nur notdürftig repariert wurden. Die eindringende Nässe führte zu einer starken Schädigung der Deckenbalken. Ab 1807 wurden mehrfach verfaulte Balken ausgetauscht. Im Jahr 1858 wurden die Decken im Schiff und in der Vorhalle durch Unterzüge gestützt. Auch das Gestühl und die Orgel erlitten Schäden. Das Gestühl wurde mehrfach ausgebessert und letztlich 1902 für 1568,25 Mark komplett erneuert. Die 1766 angeschaffte neue Orgel musste 1841/42 repariert und schließlich 1866 ersetzt werden. Auch diese neue Orgel war bereits 1882 wieder reparaturbedürftig.
Die Nässeprobleme und -schäden konnten dann letztlich erst in den 1920er/1930er Jahren gelöst werden. Um die Lüftung zu verbessern wurde 1925 ein Fenster des Turmraumes so umgebaut, dass es zum Lüften geöffnet werden konnte. 1930 ersetzte man alle noch schadhaften Deckenbalken und fügte in der Kirchenmitte einen neuen zehn Meter langen Balken ein.
Als am 22. Oktober 1806 französische Truppen Westerhüsen besetzten, forderten französische Dragoner auf der Pfarre die Herausgabe von Fourage und Lebensmitteln. Am 24. Oktober drangen zwölf Soldaten in das Pfarrhaus ein. Sie rissen die Türen auf und besetzten sie mit gezogenem Degen. Dem Pfarrer soll dabei großer Schaden entstanden sein. Die Soldaten kamen dann wiederholt. Am 1. November wurde beim Pfarrer ein Oberst einquartiert. Am 8. November waren dann zwei Obristen, drei Diener, ein Kapellmeister, ein Sergeant, ein Sekretär und zehn Pferde in der Pfarre einquartiert. Die Einquartierung von kriegsgefangenen preußischen Offizieren erfolgte am 11. November. Die Einquartierungen setzten sich in der darauffolgenden Zeit fort. Zeitweise waren 16 bis 17 oberer Offiziere samt Dienern einquartiert und mussten verpflegt werden.
Während der Zeit der französischen Besatzung gehörte Westerhüsen zum neu gebildeten Königreich Westphalen. Es wurden die Bevölkerung und auch die Kirchengemeinde Westerhüsens auf das äußerste belastende Steuern und Abgaben festgesetzt. So hatte die Stephanusgemeinde ab dem 1. April 1808 550 Taler Kriegssteuern zu zahlen, die Gesamteinnahmen hatten im Rechnungsjahr 1806/1807 708 Taler betragen. Zur Finanzierung wurde eine Hypothek von 500 Talern in Friedrichsdorf vom Bankier Hermann Ballerstedt aus Magdeburg auf ein Jahr zu 6 % Zinsen aufgenommen. Da etwa vier Monate später an die Stelle der Kriegssteuer jedoch eine formal freiwillige kostengünstigere Staatsanleihe trat, konnte die Hypothek kurzfristiger zurückgezahlt werden. Den steigenden Ausgaben standen sinkende Einnahmen gegenüber, so dass die finanzielle Situation schwierig war. Die bei Eisgang auf der Elbe geschädigte Elbmauer wurde daher nicht erneuert, sondern nur etwas ausgebessert.
Auch verwaltungstechnisch brachte die veränderte politische Situation deutliche Änderungen mit sich. Das Domkapitel war aufgehoben, die Kirche mitsamt Schule unterstand königlicher Administration. Auch der Pfarrer unterstand nun dem zuständigen Friedensrichter und dem Maire genannten Bürgermeister als Polizeibehörde. An die Stelle der althergebrachten Kirchenbüchern traten die aufwändiger zuführenden Zivilstandsakten.
Im Jahr 1813 beabsichtigten die französischen Truppen die Kirche zu einem befestigten militärischen Blockhaus umzubauen. Es gelang jedoch die Behörden von diesem für die Kirche schwerwiegenden Eingriff abzubringen. Stattdessen wurde das Haus des Heinrich Gottfried Uebe in der heutigen Merseburger Straße 3 umgebaut und kurze Zeit später dann zerstört. Die Offiziere der für das Blockhaus abgestellten Besatzungen wurden in der Pfarre einquartiert. Nach dem Rückzug der Franzosen rückte zunächst ein russisches Regiment nach Westerhüsen ein. Major von Noblizky, der Regiments Chirurgus Hartung sowie Diener und zehn Pferde wurde in der Pfarre einquartiert. Im Dezember 1813 nahmen dann preußische Bataillonskommandeure und Adjutanten Quartier im Pfarrhaus.
Am 18. Januar 1814 huldigte Pfarrer Wenzlau nach dem Ende der französischen Fremdherrschaft dem König von Preußen durch eine Namensunterschrift. Der zur Anbringung am Gasthaus vorgesehene preußische Adler wurde am 22. Mai 1814 zunächst feierlich auf dem Altar aufgestellt. Anlässlich des Friedensfestes am 18. Januar 1816 wurde eine von den Töchtern der Gemeinde angeschaffte Friedensfahne sowie Büsten von König Friedrich Wilhelm III. und Fürst Blücher von Wahlstadt aufgestellt. Von der Frau des Pfarrers wurde ein rotseidener Taftumhang für die Einfassung des Altars gestiftet. Darauf befand sich eine gestickte Inschrift sowie die Daten des Tages der Befreiung Westerhüsens und des Friedensfestes. Alle diese Gegenstände waren später jedoch nicht mehr erhalten.
Nach einem Unfall des Pfarrers von Buckau und Fermersleben war der Westerhüser Pfarrer 1828/29, neben anderen Kollegen, vertretungsweise auch in der Buckauer und Fermersleber Kirche tätig.
Bis 1835 wurde der Kirchhof als Friedhof Westerhüsens genutzt. Durch die über Jahrhunderte hinweg erfolgten Bestattungen hatte sich das Bodenniveau des Kirchhofs unmerklich erhöht. Vom Kirchhof musste man daher in die Kirche hinabsteigen, von den umliegenden Straßen stieg man hingegen über zwei Stufen zum Kirchhof hoch. Erst mit der Pflasterung der Elmer und Eisenacher Straße hob sich auch deren Geländeniveau an. Bereits ab 1830 wurde dann der Friedhof Westerhüsen an der späteren Zackmünder Straße eröffnet, der durch den Eisenbahnbau später an die Holsteiner Straße verlegt werden musste. Bereits in den 1870er Jahren waren die meisten der alten Grabsteine verschwunden. Nur nordwestlich der Kirche gab es noch einige Grabsteine in Form liegender Kreuze. Zu dieser Zeit war der Kirchhof mit vom Pfarrer genutzten Pflaumenbäume bepflanzt. In den 1930er Jahren waren auch diese alten Grabsteine bereits nicht mehr vorhanden, der Kirchhof hatte nun den Charakter eines Zier- und zum Teil auch Gemüsegartens. Alte Grabsteine sind, abgesehen von den beiden in der Westwand des Turms eingelassenen, heute auf dem Gelände nicht erhalten. Im Lapidarium St. Gertraud in der Salbker Sankt-Gertraud-Kirche befinden sich zwei Fragmente des Grabsteins für Matthias Alharte (1662–1684), der sich ursprünglich auf dem Friedhof der Stephanuskirche befand.
1837 machten sich Reparaturarbeiten an den Dächern von Kirchturm und Kirchenschiff erforderlich. Die Arbeiten wurden vom Magdeburger Ziegeldeckermeister Schaefer im Herbst ausgeführt und nach sechs Wochen am 11. Dezember 1837 abgeschlossen. Gegen 16.00 Uhr wurde die dunkelgelb gestrichene Wetterfahne wieder auf die Turmspitze gesetzt. Einer von zwei auf Höhe des Turmknopfs stehenden Gesellen hielt einen gereimten Spruch, der möglicherweise vom damaligen Pfarrer Schulze verfasst war. Der genaue Wortlaut, in dem auch der Schutz des Turms vor des Feindes Hand, aber auch der Erhalt der ganzen Kirche erbeten wird, ist überliefert. Bei den Dacharbeiten wurde auch ein sogenannter Sonnenziegel gesetzt, der noch 100 Jahre später in Berichten gesondert erwähnt wird.
Immer wieder wendeten vermögendere Bewohner Westerhüsens der Kirche etwas zu. So spendete Hofrat Knorr anlässlich der Konfirmation seiner ältesten Tochter Marie Laken, Decken und Gardinen. Schwarze Laken mit orangegelben Fransen schmückten Altar, Pult und Kanzel. Dunkelrote Gardinen kleideten die beiden Eingänge um den Altar sowie das Fenster des Predigerstuhls. Pfarrer Hosenthien berichtete 1935 und somit 100 Jahre später, dass die Gardinen immer noch da seien, statt dunkelrot nun jedoch sich im Farbton der hölzernen Ausstattung angepasst hätten.
Private Sorgen trafen Pfarrer Schulz am 10. April 1855. Sein 15-jähriger Sohn Anton lief gemeinsam mit seinem Schulfreund Bernhard Gloël, dem Sohn des Osterweddinger Pfarrers, weg. Die beiden besuchten das Klostergymnasium. Es wurde vermutet, dass die beiden Schüler nach England reisen wollten.
1857 entschloss man sich zwei neue Kirchenglocken anzuschaffen. Insgesamt verfügte die Kirche zu diesem Zeitpunkt über drei Glocken, obwohl die Glockenstube für vier Glocken ausgelegt war. Neben der Christkönigsglocke, war noch eine kleine 100 kg schwere, sowie eine mittlere 400 kg schwere und 90 cm im Durchmesser messende Glocke vorhanden. Die Letzteren waren jedoch gesprungen und somit unbrauchbar. Der Halberstädter Glockengießer und Spritzenbauer Wilhelm Engelke wurde mit der Anfertigung von zwei Bronzeglocken für ein harmonisches Geläut beauftragt. Die Anlieferung erfolgte am 3. Oktober 1857. Er berechnete 582 Taler 28 Sgr und 12 Pfennige, wovon jedoch der Schmelzwert der unbrauchbaren Glocke mit 385 Taler 3 Sgr. und 10 Pfennigen abgesetzt wurde. Die größere der neu angefertigten Glocken hatte ein Gewicht von 310 kg bei einem Durchmesser von 80 cm. Sie verfügte über vier Kronenbügel die mit Engelköpfen geschmückt und mit der kreisrunden Abschlussplatte der glatten Haube verbunden waren. Den oberen Rand der Glocke zierte ein breiter Weintraubenfries, der nach oben und unten von kleinen Ornamentkanten begrenzt wurde. Am unteren Rand und am Schlag befanden sich einfache Rippen. Die Glocke trug eine fünfzeilige Inschrift in deutschen Buchstaben.
Bringet her dem Herrn, ihr Völker
Bringet her dem Herrn Ehr und Macht
denn alle Zungen sollen bekennen
Daß Jesus Christus unter Herr sei,
Zur Ehre Gottes des Vaters.
Diese Zeilen wurden später auf einer 1922 angeschafften Glocke in ähnlicher Form erneut verwandt. Auf der anderen Seite der Glocke war in abwechselnd deutschen und lateinischen Buchstaben zu lesen:
Gegossen von W. Engelke zu Halberstadt 1857
Die andere Glocke hatte einen Durchmesser von 67 cm bei einem Gewicht von 175 kg. Die gestalterische Ausführung entsprach der größeren Glocke, wobei der Fries als Palmettenfries gearbeitet war. Die Inschrift lautete:
Der Herr ist der Geist,
Wo aber der Geist des Herrn ist,
Da ist Freiheit
Darüber hinaus bestand auch bei dieser Glocke eine Gußinschrift.
Im 1864 erschienenen Werk des Botanikers Paul Ascherson findet auch die Westerhüser Kirchhofsmauer Erwähnung, da er und sein Mitarbeiter Otto Engel auf der Mauer Weiße Fetthenne gefunden hatten, die hier angepflanzt worden war.
Bis 1867 benutzte die Kirchengemeinde ein Kirchensiegel, welches den bei seiner Steinigung mit ausgebreiteten Armen knienden Heiligen Stephanus zeigte. Später wurde dann ein normaler Stempel benutzt.
Im Deutschen Krieg von 1866 und im Deutsch-Französischen Krieg von 1870/71 starben Mitglieder der Westerhüser Gemeinde. Zwei in der Kirche angebrachten Gedenktafeln erinnerten an die vier Verstorbenen. Verzeichnet waren darauf:
- Andreas Friedrich Heinrich Maaß (* 1838 in Salbke; wohnhaft in der Zackmünder Straße 4; † 1866 im Feldlazarett in Brünn an Cholera; Füsilier im 1. Magdeburgischen Infanterie-Regiment Nummer 26[29])
- Heinrich Wilhelm Paetz (* 1838 in Westerhüsen; wohnhaft Sohlener Straße 1; † 1866 bei Königgrätz durch Kopfschuss)
- Ernst Otto Heinrich Friedrich Uebe (* 1843 in Westerhüsen; wohnhaft Alt Westerhüsen 148; † 1866 bei Königgrätz)
- Karl Scholle, auf der Tafel Schulle geschrieben, (* 1842 in Groß Ottersleben; wohnhaft Schleswiger Straße 20; † 1870 im Feldlazarett Mitry bei Paris)[30]

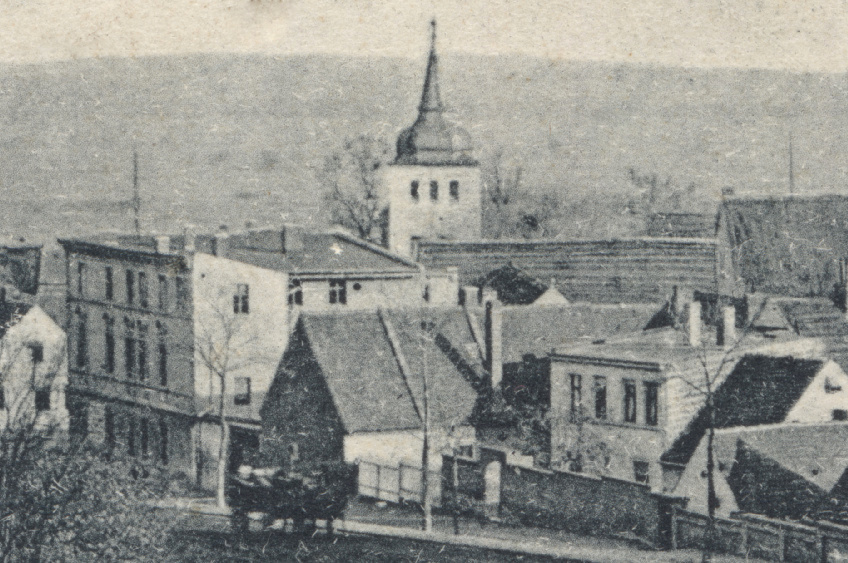
Blick auf die Stephanuskirche von der Sohlener Straße aus, um 1900

Pfarrer Matthisson übernahm 1875 die Gemeinde. Er musste von seinen Bezügen jährlich 1710 Mark an seinen Vorgänger Pfarrer Schultze abgeben. Matthisson, an den noch heute ein Kreuz an der östlichen Wand des ehemaligen Vorbaus erinnert, verstarb 1886 an einer Bauchfellentzündung. 1885 wurde die gesamte Kirche inklusive Turm verputzt. Für diese Arbeiten waren 574,41 Mark zu zahlen.

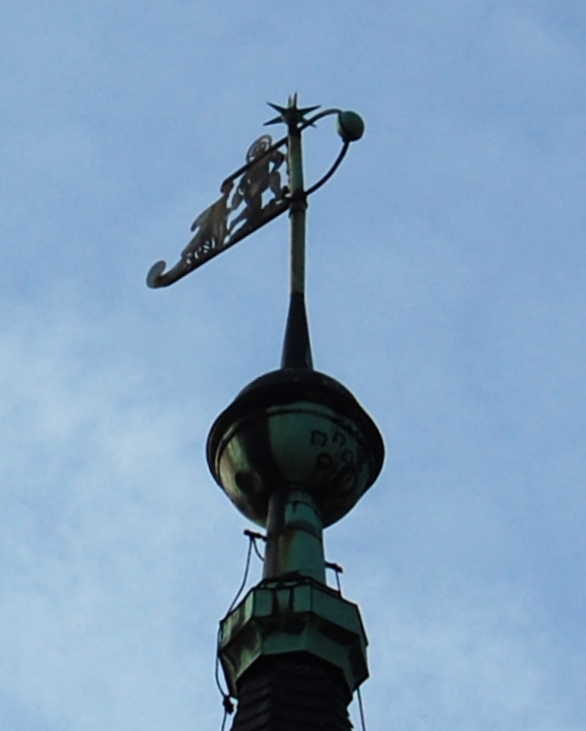
Wetterfahne auf dem Kirchturm, 2011

Am 19. Juli 1895 wurde zwischen 16 und 17 Uhr der Kirchturm von einem Blitz getroffen und die Kirchturmspitze beschädigt. Die Wetterfahne stürzte herunter. Die Schieferdeckung wurde beschädigt und die darunter auf der Südseite befindlichen Balken gespalten. Weitere Schäden entstanden in der Vorhalle und an anderen Stellen. Ein Feuer brach jedoch nicht aus. Noch im Juli 1895 erfolgte die Reparatur, wobei man im Turmknopf ein vom 28. Juli 1895 datierendes Dokument hinterlegte, in welchem das Ereignis geschildert wurde. Darüber hinaus führte man die Mitglieder des Gemeindekirchenrates und der Gemeindevertretung auf. Die Reparaturarbeiten führte der Westerhüser Zimmermeister Karl Fischer aus. Die Kosten wurden zum Teil durch die Aachener und Münchener Feuerversicherungsgesellschaft getragen. Der Turmknopf hat einen Durchmesser von 70 cm und wurde auf einem 20 bis 25 cm starken Eichenschaft 50 cm oberhalb der Turmspitze befestigt. Innerhalb der Kugel begann ein etwa armstarker Eisenschaft, der etwa 2 Meter über die Kugel hinausragt, die Wetterfahne und darüber einen Stern trägt. Die Wetterfahne selbst zeigt in einem quadratischen Feld den Heiligen Stephanus, den Patron der Kirche. Er kniet unbekleidet, sein Kopf überragt das Fahnenfeld und ist von einem Heiligenschein umgeben, über dem sich noch ein Kreuz befand. Die Augen sind als einziger Bestandteil des Kopfes durchbrochen. An die Heiligendarstellung schließt sich ein dreieckiges Feld an, welches Ornamente sowie die Jahreszahl 1895 enthält. Zwischen dem Dreieck und der Figur wurde neben dem linken Arm des Stephanus ein Stück Blech eingearbeitet, dessen Bedeutung nicht ganz klar ist. Möglicherweise stellt das Stück einen Stein gemäß der biblischen Steinigungsszene dar. Diese 1895 gefertigte Wetterfahne dürfte sich sehr eng an den Charakter der ursprünglichen Fahne von 1729 angelehnt und alte Elemente aufgenommen haben, sie zeigt in ihrer Gestaltung deutlich einen barocken Stil. Aufgrund der Beschädigung durch Blitzschlag und Sturz musste allerdings die Füllung der Fahne erneuert werden. Noch heute weist die Wetterfahne des Turms das gleiche Erscheinungsbild und die Jahreszahl 1895 auf. Die Fahne hat bei einem Gewicht von etwa 24 kg eine Länge von 1,14 Meter und eine Höhe von 0,42 Meter. Vom Fuß bis zum Stern beträgt die Höhe 0,92 Meter.
1896 wurde von der Magdeburger Firma Albert Becker für 83,37 Mark ein Blitzableiter installiert.

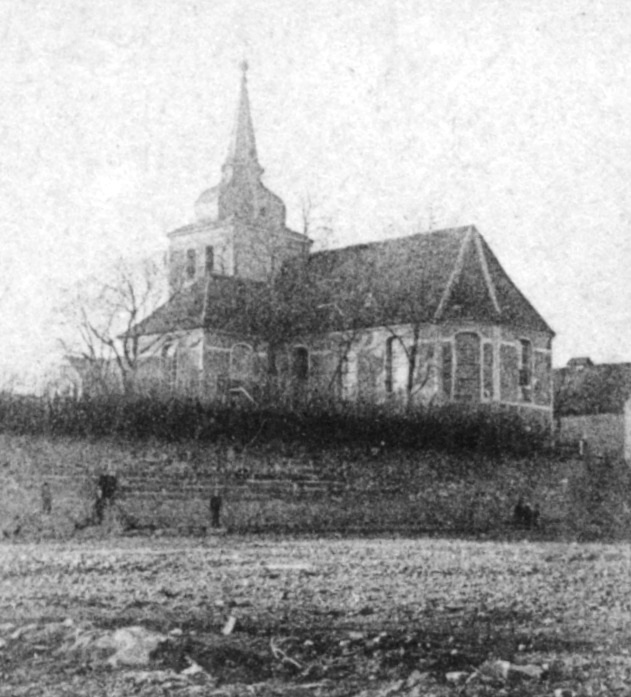
Blick auf die Stephanuskirche vom Ufer der Elbe, um 1900

1904 erhielt die Kirche eine Gasbeleuchtung sowie unterhalb der Orgel auch einen Gasofen. Ein weiterer Gasofen wurde 1905 im Altarraum gebaut.
Mit Beginn des Ersten Weltkriegs stellte Pfarrer Wangemann einen deutlich Anstieg der Teilnahme am Gottesdienst und am Gemeindeleben fest. Die Kirchengemeinde engagierte sich stark. Es wurden Kriegsbetstunden organisiert, die Frauenhilfe veranstaltete Strickabende. Am 1. März 1917 wurden die beiden 1857 gegossenen Bronzeglocken für Rüstungszwecke beschlagnahmt. Richtig unglücklich war man in Westerhüsen hierüber anscheinend nicht. Pfarrer Wangemann hatte in einem Meldebogen an den Provinzialkonservator mitgeteilt, dass die Einziehung der beiden Glocken eine Wohltat wäre, da das Geläut unwürdig und für den großen Stadtteil auch unzureichend sei. Zwischen der Stadt Magdeburg und der Kirchengemeinde wurde eine Auseinandersetzung über das Besitzrecht an den beiden Glocken geführt. Im Juni 1917 konnte sich die Kirchengemeinde letztlich durchsetzen und erhielt für die Beschlagnahme 2223 Mark. Für 37 eingezogene Orgelpfeifen, die 78 kg Zinn ergaben, gab es weitere 526,40 Mark. Die Christkönigsglocke und die kleine Glocke blieben der Kirche erhalten. Pfarrer Wangemann wurde am 15. Oktober 1917 zur Seelsorge im Magdeburger Lazarett eingezogen. Ab dem 1. Februar 1918 war er als Feldprediger eingesetzt. Die Vertretung übernahm bis zum 30. Juni 1918 Pfarrer Zander aus Derenburg, danach Pfarrer Martin Trinius aus Salbke.

### Weimarer Republik und Nationalsozialismus

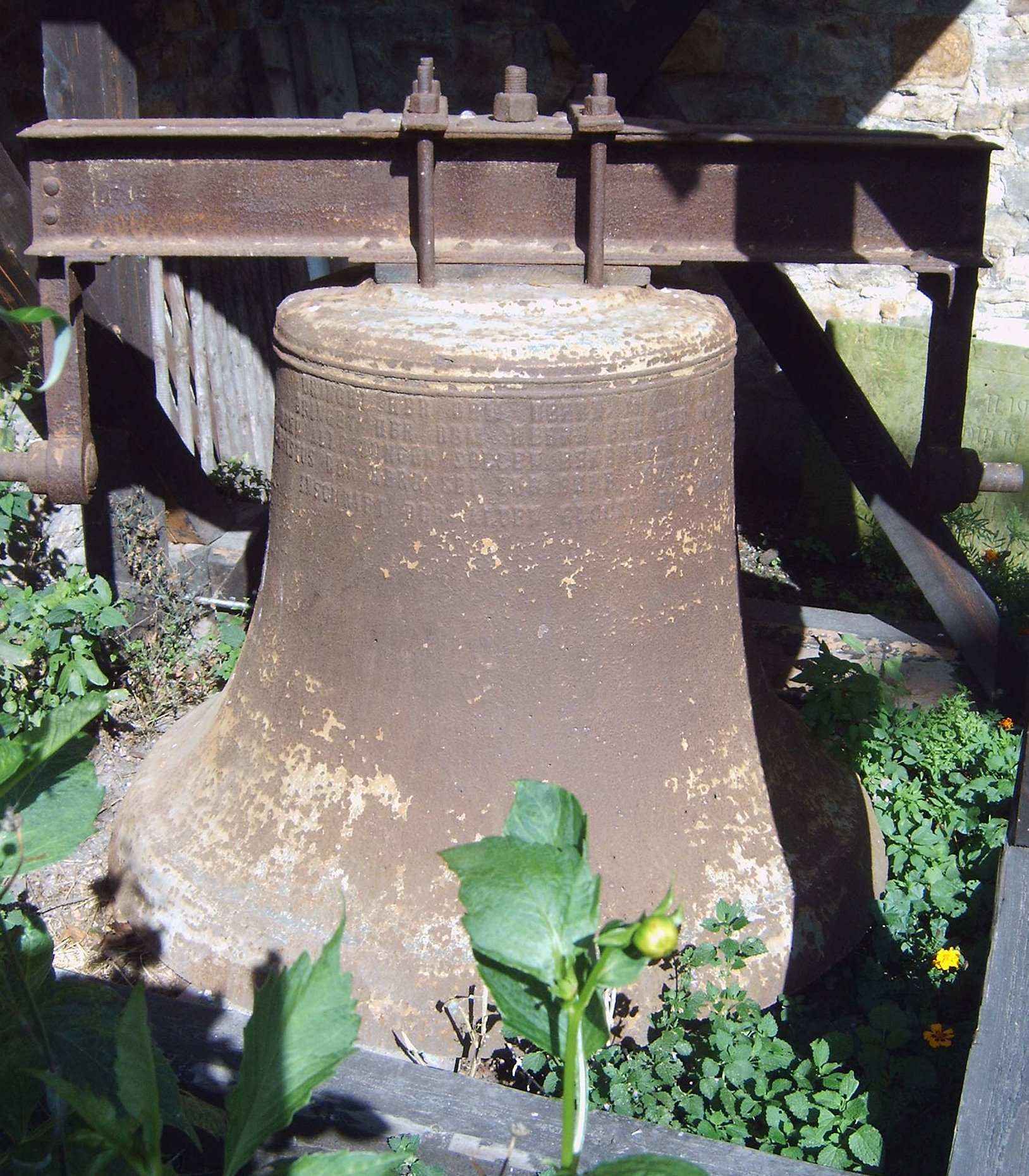
Stahlglocke aus dem Jahr 1922 südlich des Turms

Am 8. Juli 1922 beschloss man, eine Klangstahlglocke bei der Firma Schilling und Lattermann Apolda zu bestellen. Die auf den Grundton G 9 gestimmte Glocke wurde am 29. August 1922 geliefert. Der Preis betrug 55.100 Mark, wobei jedoch eine starke Inflation herrschte. Nach längeren Streitigkeiten und fortschreitender Inflation wurden letztlich 62.272,50 Mark gezahlt. Diese neue Glocke hatte einen Durchmesser von 1,30 m, bei einer Höhe von 1 m und einem Gewicht von 903 kg. Der Glockenmantel ist glatt und schmucklos. Statt der Kronenbügel verfügt sie nur über stählerne Bolzen zur Befestigung am Glockenstuhl. Der Bauunternehmer Karl Klepp, Zimmermeister Max Ebeling und Tischlermeister August Kahl hängten die Glocke im Kirchturm auf. Die Weihe der Glocke fand am 1. Oktober 1922 mit dem Erntedankgottesdienst statt. Die heute (Stand 2011) ungenutzt an der Südseite des Kirchturms stehende Glocke, trägt auf der einen Seite die Inschrift der größeren Glocke des Jahres 1857 mit dem Zusatz:
zu lesen als Inschrift der alten Glocke bis 1917
In der Gemeinde wurden eine schlechte Zeilentrennung und eine fehlerhafte Orthographie bemängelt.
Auf der anderen Seite ist zu lesen:
Zwei Bronzeglocken nahm der Krieg
Ich bin Ersatz, noch fehlt der Sieg
Stahlfest muß Euer Glaube werden
Dann macht Euch Gott noch groß auf Erden
Im Jahre der harten Not 1922
Die Glocke hatte einen aluminiumfarbigen Schutzanstrich, der jedoch bereits in den 1930er Jahren abblätterte und Roststellen zeigte.
1923 wurde Albert Hosenthien Pfarrer an der Stephanuskirche. Ab 1926 wurden am Sonntag nach Ostern jeweils Konfirmationsjubiläen begangen. Um Auswärtigen die Anreise zu erleichtern, begann der Festgottesdienst erst um 14.00 Uhr. Die anschließende Saalfeier mit Kaffeetafel ging bis 18.30 Uhr. Es wurden die Jubilare des 25., 50., 60. und 70. Jahrestages eingeladen.

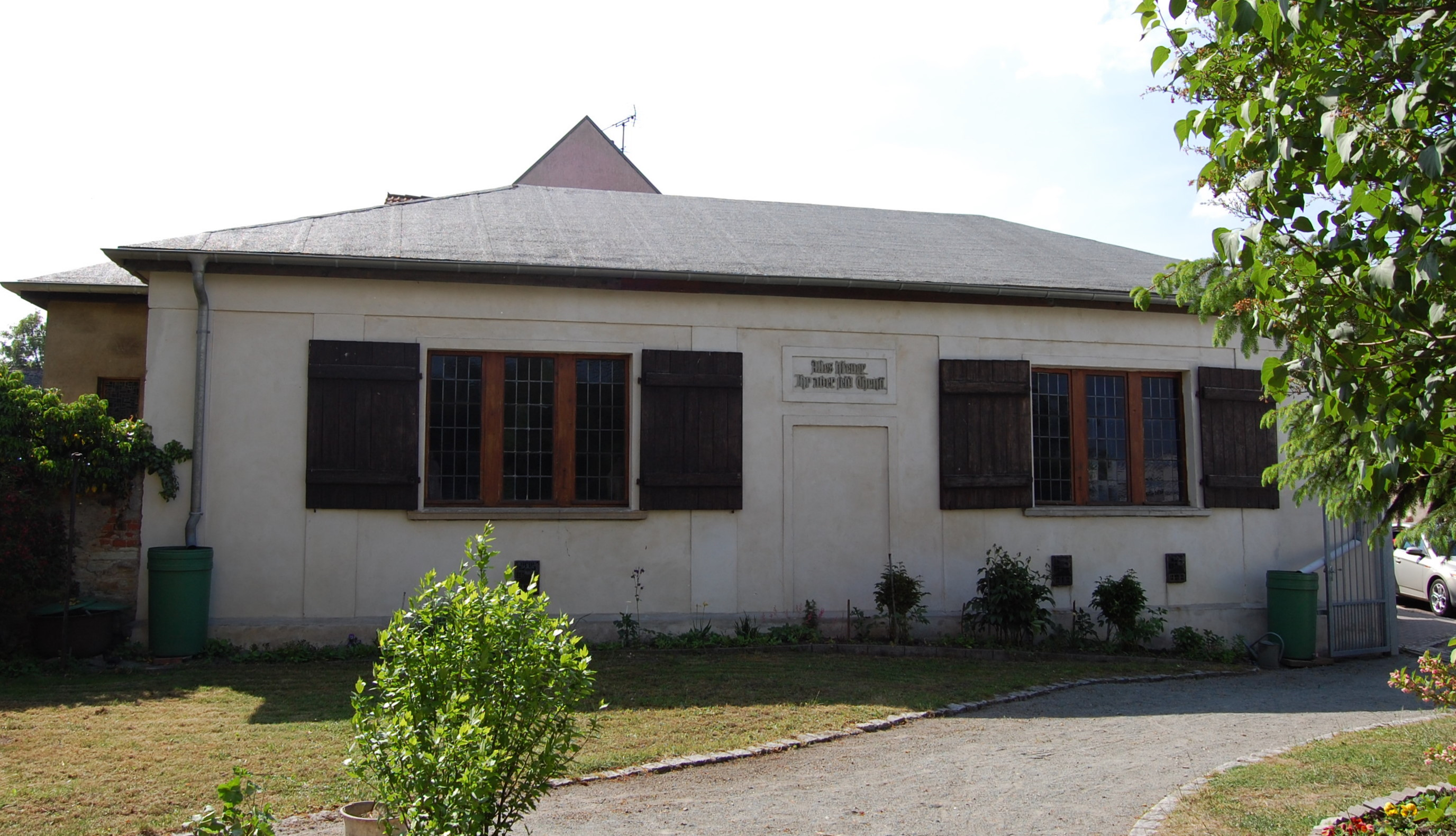
Gemeindesaal

In Hosenthiens Amtszeit wurde 1927 der westlich der Kirche befindliche Pfarrsaal erweitert. Im Jahr 1930 widmete sich Pfarrer Hosenthien in einer Predigtserie der Glaubensgemeinschaft Christliche Wissenschaft, die auf einige Mitglieder der Gemeinde einen von Hosenthien kritisierten Einfluss erlangt hatte. 1932 wandte sich der Pfarrer in Predigten und Vorträgen gegen die „organisierte Gottlosigkeit der Freidenker und Bolschewisten“.
Durch diverse heimatgeschichtliche Veröffentlichungen und die Herausgabe des Evangelischen Gemeindeblattes Magdeburg-Westerhüsen erwarb sich Hosenthien Verdienste. Er wurde allerdings in der Zeit des Nationalsozialismus als Mitarbeiter bzw. Unterstützer des antisemitisch ausgerichteten Instituts zur Erforschung und Beseitigung des jüdischen Einflusses auf das deutsche kirchliche Leben geführt und war Mitglied der dem nationalsozialistischen Regime nahestehenden Deutschen Christen. Seine politische Einstellung fand ihren Niederschlag in der Gemeindearbeit. So erarbeitete er ein allgemeines Kirchengebet, welches häufig während der Gottesdienste genutzt wurde. Neben üblichen Bitten wurde dort auch die Textzeile „Schütze und segne den Führer und seine Mitarbeiter und gib ihnen Kraft und Weisheit, um Ordnung, Freiheit und neues Gedeihen zu schaffen.“ gebetet. Auch des 10. Todestages von Albert Leo Schlageter wurde 1933 gedacht. Hosenthien führte auch eine Gedächtnisfeier für den Nationalsozialisten Horst Wessel durch. 1934 wurde der erste Jahrestag der Kanzlerschaft Adolf Hitlers begangen. Zu diesem Tag hatte Pfarrer Hosenthien ein Festlied für Adolf Hitler geschrieben, welches nach der Melodie Lobe den Herren, den mächtigen König der Ehren gesungen wurde. Von Hitler und dem Reichsbischof gab es ein Dankschreiben. Anlässlich des 20. Jahrestages der Mobilmachung im Ersten Weltkrieg und des Todes Paul von Hindenburgs fand am 2. August 1934 ein Abendgottesdienst statt. Weitere Anlässe für politisch ausgerichtete Gottesdienste boten zum Beispiel die nicht mehr freie Reichstagswahl im November 1933, von Hosenthien als „Wahlsonntag für Deutschlands Ehre“ bezeichnet, die Ermordung Ernst Röhms 1934, die von Hosenthien als „Niederschlagung der Röhmrevolte“ begrüßt wurde und die Saarabstimmung am 13. Januar 1935. Es kam auch vor, dass für eine Feier zur Kanzlerschaft Hitlers am 30. Januar Worte aus Hitlers Aufruf an das deutsche Volk vom 1. Februar 1933 verlesen wurden.
1935 veröffentlichte Hosenthien das Buch Gottesdienst und Volksdienst, in welchem er unter anderem auch Vorschläge zur Gestaltung von Gottesdiensten gab. Hierbei schilderte er zum Teil auch detailliert von ihm in seiner Westerhüser Gemeinde durchgeführte Gottesdienste. Hosenthien setzte auch Elemente wie deutsche Dichtung im Gottesdienst ein. Die Eingangsliturgie wurde zum Teil durch Schriftverlesungen, christlichen Erzählungen und kirchliche Aufführungen ersetzt oder ergänzt. In seinem Werk schlug er auch vor, den einzelnen Sonntagen des Kirchenjahres deutsche Namen von „Helden und Heiligen des Protestantismus“ zu geben. Darunter befand sich auch der Heimat-Sonntag, den er auf den ersten Sonntag im September gelegt hatte. Anlass hierfür war die 1100-Jahr-Feier Westerhüsens am 2. September 1923. Möglicherweise wurden auch die anderen Sonntage, darunter solche wie der Sonnwend-Sonntag, der Bach-Sonntag, der Vaterlands-Sonntag und der Gustav-Adolf-Sonntag, in der Stephanusgemeinde in der ein oder anderen Form berücksichtigt. Unabhängig hiervon beging man einen reichsweit gefeierten Gottesdienst zum Reichserziehungssonntag.
In den 1930er Jahren gehörten etwa 4200 Menschen der Gemeinde an.

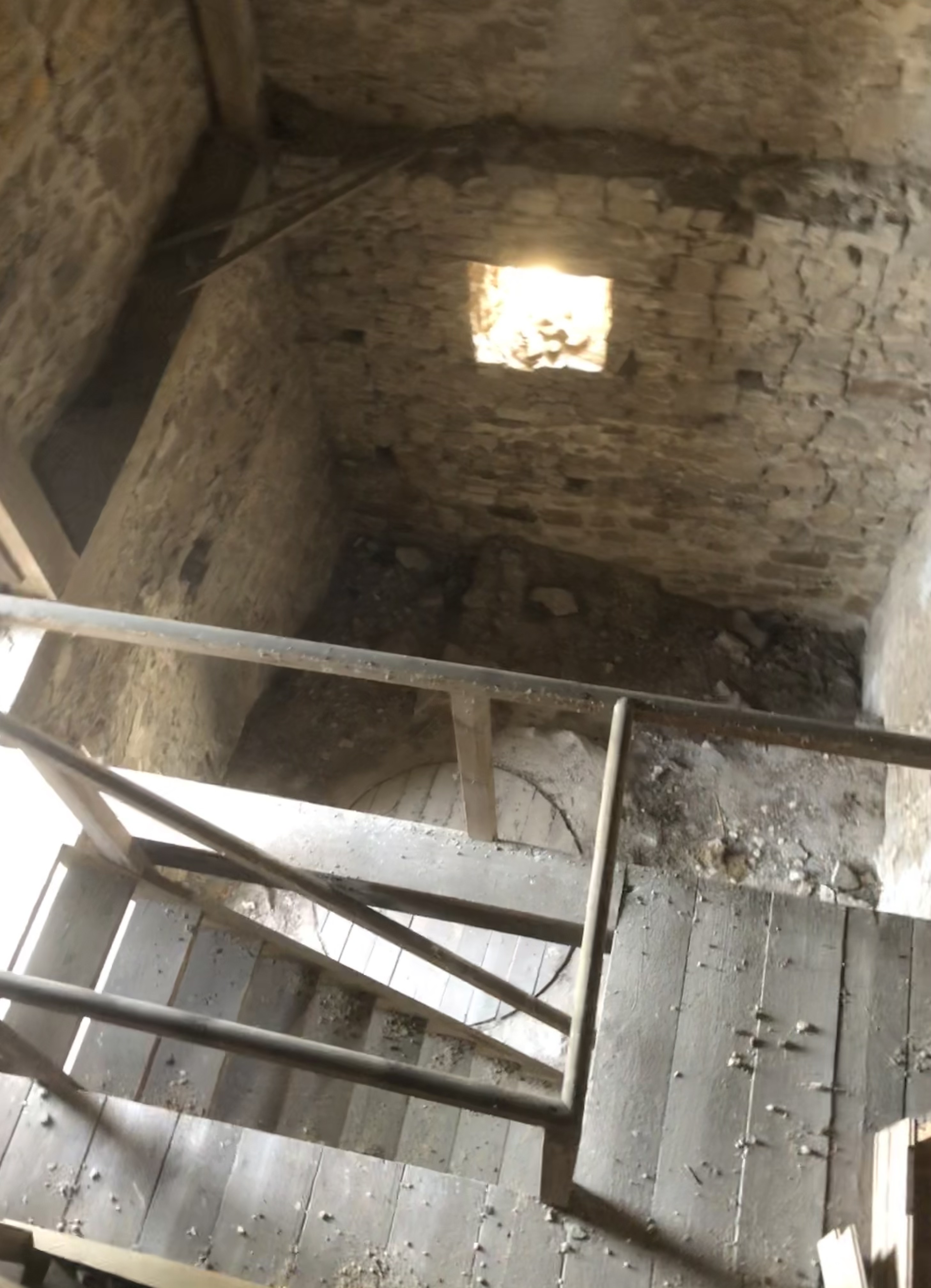
Blick von oben durch das Innere des Kirchturms, 2021

Seit 1931 war die Schiefereindeckung des Kirchturms defekt. Aufgrund fehlender Finanzmittel unterblieb zunächst eine Reparatur. Am 10. Februar 1935 stürzten Schieferplatten herunter, so dass der Bereich um die Kirche gesperrt werden musste. Am 22. Februar wurde dann die Reparatur beschlossen. Es erfolgte durch den Dachdeckermeister Hermann Dziebel eine völlige Neueindeckung des Turms. Man entschloss sich, für die 136 m² auf Zwiebel und Spitze zu deckende Dachfläche Turmschiefer einzusetzen, dessen einzelnen Stücke kleiner sind und so die geschwungenen Linien des Turms besser darstellten und auch dem Wind geringere Angriffsflächen entgegensetzten, als die zuvor genutzten größeren Platten. Statt der ursprünglich genutzten schmiedeeisernen Nägel griff man jetzt auf Kupfernägel zurück. Die Steinmetzfirma Rogalski, die auch Reparaturarbeiten am Magdeburger Dom ausführte, besserte das Sandsteingesims aus, wobei man Schlesischen Sandstein nutzte, der auch beim Dom zum Einsatz kam. Die Firma Klepp stellte den alten Gesimsputz wieder her. Auch entschloss man sich, statt der auf der Ostseite von Zwiebel und Spitze vorhandenen beschieferten Verschlussklappen, kleine verzinkte Turmfenster einzubauen, da diese regenbeständiger waren.
Bei den Arbeiten wurde festgestellt, dass jemand den Turmknopf mit etwa 20 Gewehrschüssen getroffen hatte. Klempnermeister Paul König reparierte den Knopf vor Ort. Bei der Reparatur wurde eine 19 cm lange Kupferhülse geborgen, die Dokumente aus der Zeit früherer Reparaturen enthielt. Ein Dokument aus dem Jahr 1729 war nicht mehr lesbar. Ein weiteres Schriftstück stammte vom 28. Juli 1895 und war trotz starker Beschädigung noch gut zu entziffern. Es wurde ein neues Dokument mit Informationen über die Zeit um 1935 erstellt und in den Turmknopf gelegt. Auch Klempnermeister König hinterlegte eine Hülse mit einem Bericht über die Situation seines Berufsstandes. Das Schriftstück von 1895 wurde als Abschrift ebenfalls wieder in den Turmknopf gelegt. Von den Dachdeckern wurde, ohne Gerüst, die Wetterfahne abgebaut. Auch sie und der darüber befindlich 17-zackige Stern war von Gewehrkugeln getroffen. Sie wurde vom Klempner König ausgebessert. Statt Zinkblech verwendete König haltbareres Kupferblech, auch der Holzschaft wurde so ummantelt. Der Stern wurde als siebenzackiger Stern erneuert. Maler Weihtag versah die Wetterfahne mit beständigem Aluminiumlack.
Während des Zweiten Weltkriegs wurde die Christkönigsglocke am 31. Dezember 1941 abgenommen, um das Material für Rüstungszwecke zu verwenden. Die Gemeinde bemühte sich darum, dass die Glocke als wichtiges Kulturgut eingestuft wird, was auch gelang. Die Glocke blieb zwar eingezogen, kam jedoch in das Kulturhistorische Museum Magdeburgs. Anders als noch im Ersten Weltkrieg blieb jedoch eine Belebung des Gemeindelebens aus. Auch Unterstützungsaktionen waren nicht mehr Aufgabe der Kirchengemeinde, sondern waren NS-Organisationen übertragen. Pfarrer Hosenthien beklagte jedoch insbesondere eine immer stärker gewordene Gleichgültigkeit in der Bevölkerung gegenüber Kirche und Christentum. Jugendarbeit war danach kaum noch möglich, der Kindergottesdienst sei nicht mehr besucht worden.
Am 18. Februar 1942 erfolgte seine Pensionierung, er blieb jedoch noch bis 1944 als Westerhüser Pfarrer tätig. Ihm folgte am 20. Februar 1944 Erich Balke nach, in dessen Amtszeit die Zerstörung der Kirche fiel.

### Zerstörung und Neuanfang

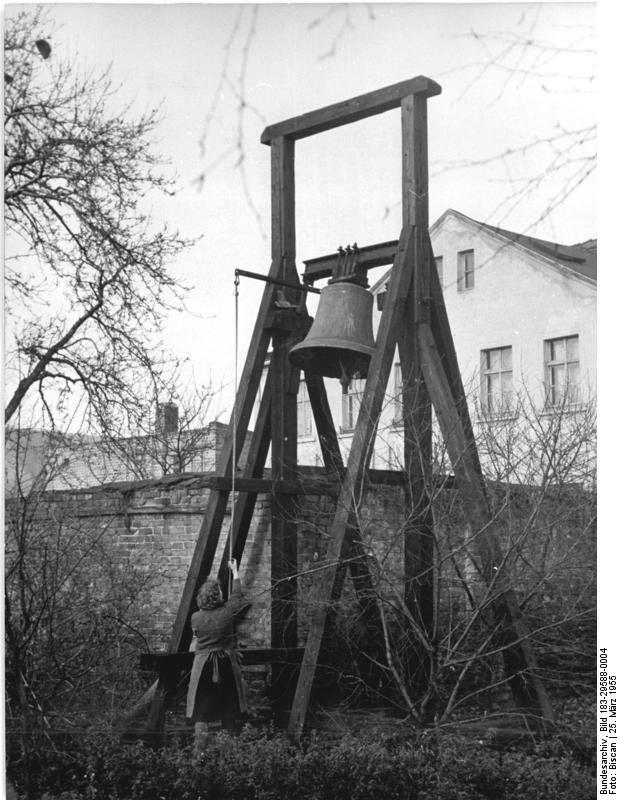
Bronzeglocke im freistehenden Glockenstuhl (1955)

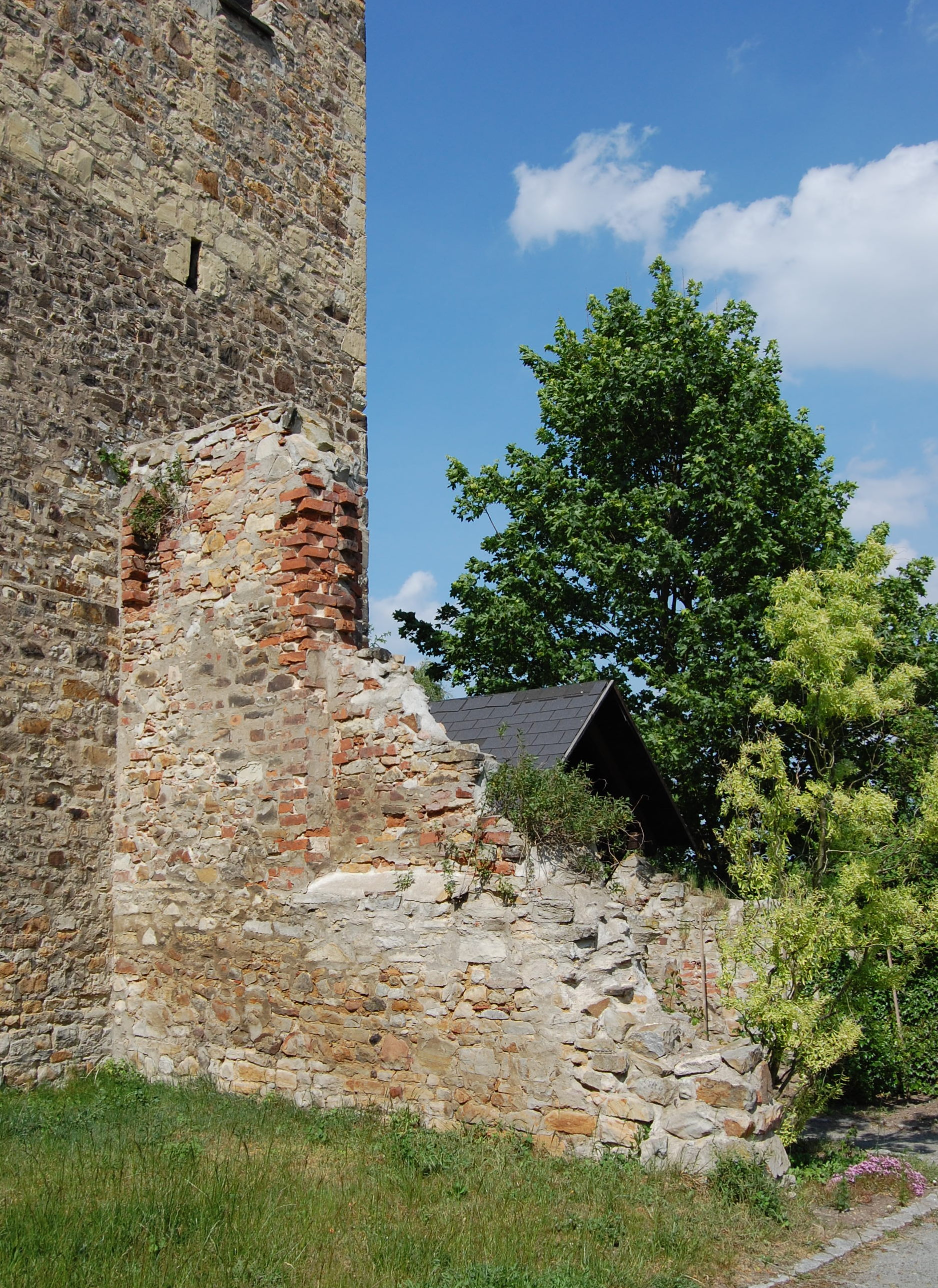
Rest der westlichen Mauer der Vorhalle

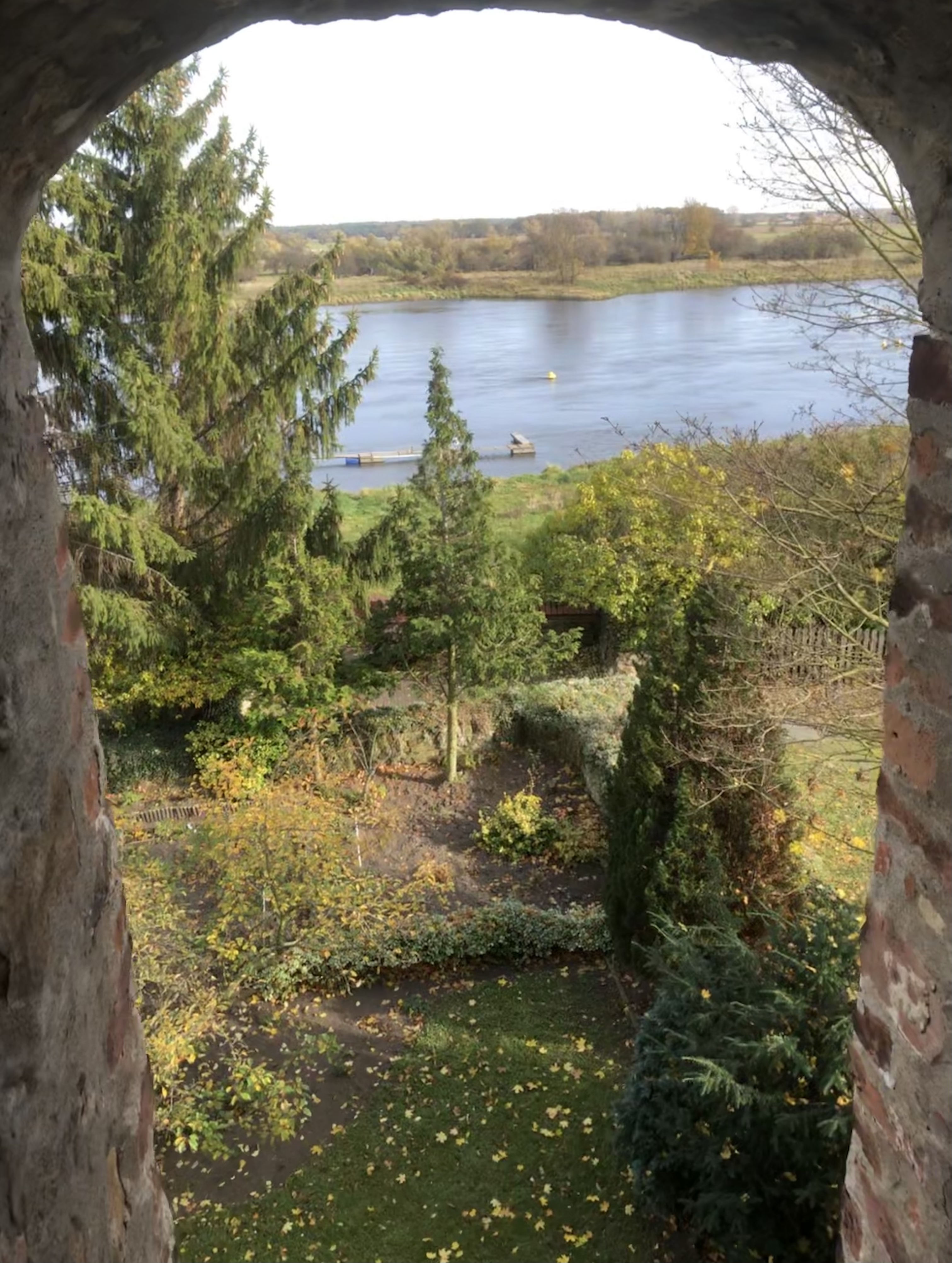
Blick vom Kirchturm über das ehemalige Kirchenschiff, 2021

Während des Zweiten Weltkriegs wurde die Kirche am 14. Februar 1945 während eines Luftangriffs von einer Bombe getroffen. Das Kirchenschiff wurde dabei weitgehend zerstört. Die im Inneren der als bäuerlich beschriebenen Kirche vorhandene barocke Ausstattung wurde dabei vernichtet. Auch der Turm trug große Risse und Beschädigungen davon.
Die Christkönigsglocke gelangte 1946 wieder zurück. Zunächst wurde sie in einem freistehenden Glockenstuhl neben der Kirchenruine aufgestellt und von Hand bedient. Später gelangte sie wieder in den Turm. Balke organisierte den Umbau des bisherigen Pfarrsaals westlich der Kirche zu Sankt-Stephanus-Kapelle. Kanzel und Altarraum wurden geschaffen. Am 18. November 1951 erfolgte die Einweihung. Zum Erntedankfest des Jahres 1953 wurden neue Bänke angeschafft. Die Nutzung des Pfarrsaals für Gottesdienste war als Provisorium bis zum Wiederaufbau der Kirche gedacht, der jedoch bisher, abgesehen von der Instandsetzung des Kirchturms, nicht erfolgte.
1964 erfolgte eine bauliche Sicherung des erhalten gebliebenen Westturms. Weitere Sanierungen fanden 2003/2004 statt. Heute wird das Gelände der Kirche als Gartenkirche genutzt und dient damit auch weiterhin einem religiösen Zweck. Ansonsten finden die Gottesdienste im alten Pfarrsaal statt. Gemeinsam mit der Martin-Gallus-Gemeinde Fermersleben, der Sankt-Gertraud-Gemeinde Salbke und der Sankt-Gertrauden-Gemeinde Buckau wurde im Mai 1995 ein Gemeindeverbund gegründet, dessen Verwaltung in Buckau eingerichtet wurde. Für alle vier Gemeinden wurde der bis dahin in Salbke tätige Pfarrer Wolter als Seelsorger eingesetzt. 1996 begannen Überlegungen aus den vier Gemeinden ein Kirchspiel zu bilden, was dann am 1. Januar 1999 erfolgte. Die Mitgliederzahl der vier Gemeinden betrug 2003 1.047, 2008 1.274 und 2010 1.254 Personen. Dies entspricht einem Anteil an der Bevölkerung der vier Stadtteile von etwa 8,3 %.
Am Elbufer unterhalb der Kirche begann man etwa einmal im Jahr einen Elbgottesdienst durchzuführen. Dabei werden auch Kinder- und Erwachsenentaufen durchgeführt. 
An der Ostseite des Kirchhofs wurden in den 2010er Jahren die steinernen Grabkreuze für Andreas Lichtenfeld (1823–1893) und Dorothee Lichtenfeld, geb. Uebe (1827–1894) aufgestellt. Sie waren bei Abrissarbeiten in einem benachbarten Gebäude gefunden worden.

## Pfarrhaus

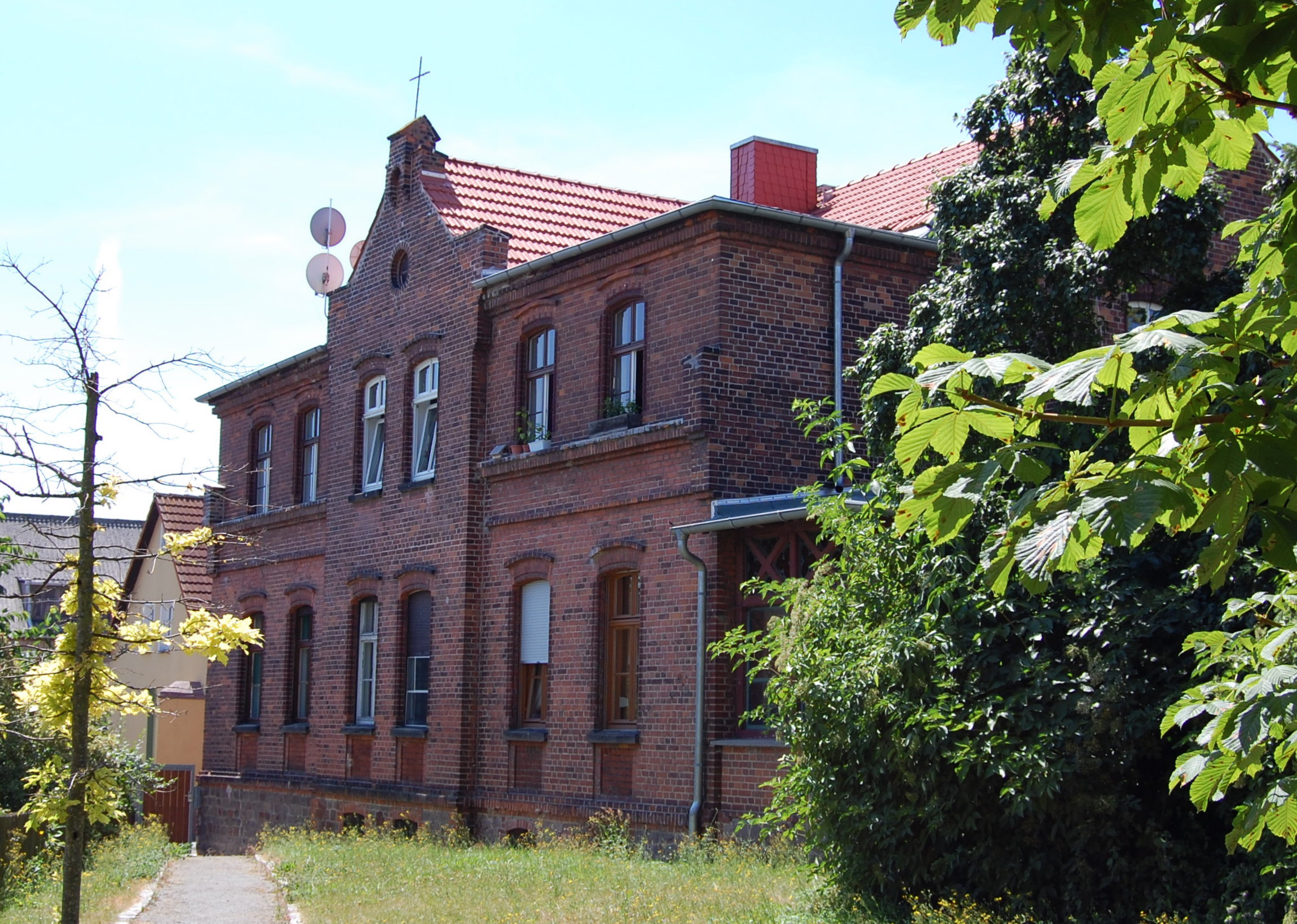
Pfarrhaus

Gleichfalls unter Denkmalschutz steht das westlich des Turms gelegene 1887 errichtete Pfarrhaus. Es wurde als Ersatz an der Stelle des möglicherweise bereits 1622 gebauten vorherigen Pfarrhauses errichtet, dass die Zeiten des Dreißigjährigen Krieges überdauert hatte. Nach anderen Angaben brannte beim Großfeuer des Jahres 1687 neben dem Schulhaus auch die Pfarre nieder, die daraufhin neu aufgebaut worden war. Beim Bau des Pfarrhauses sollen 1886 Knochen gefunden worden sein, da das neue Pfarrhaus etwas weiter nach Osten und damit in den Bereich des ursprünglich als Friedhof genutzten Kirchhofs reicht. Das aus Ziegeln entstandene neue Gebäude wurde 1911 aufgestockt und verfügt jetzt zum Teil über zwei Geschosse und ein Satteldach. Das in seiner Fassadengestaltung schlicht gehaltene Pfarrhaus hat als einzigen Zierrat Segmentbögen über Türen und Fenster und Archivolten. Der ehemaligen Kirche zugewandt befindet sich ein mit einem Giebel versehener Mittelrisalit.
Ursprünglich besaß der Pfarrhof auch eine Pfarrscheune und einen rot gestrichenen Taubenpfeiler. Von letzterem sind für das Jahr 1835 Reparaturarbeiten überliefert. Beides ist jedoch nicht erhalten.
Am 22. April 1887 kam es zu einem Brand der Pfarrscheune. Die Löscharbeiten wurden dadurch behindert, dass der Brandort durch die Baustelle des gerade in Bau befindlichen Pfarrhauses nur schwer zu erreichen war. Darüber hinaus Griff das Feuer auf den benachbarten, strohgedeckten Stall des Andreas Lichtenfeld über. Ein zufällig in Westerhüsen weilender, gerade eine Vorstellung gebender Seiltänzer stieg noch im Trikot auf das Dach des Stalls und löschte mit ihm zugeworfenen nassen Säcken die entstehenden Brände. Ursache des Brandes war Brandstiftung. Es gelang auch einen Brandstifter zu überführen. Der Täter hatte schon „Feuer“ gerufen, als das Feuer noch nicht zu bemerken war. Er wurde zu zehn Jahren Haft verurteilt.

## Ausstattung

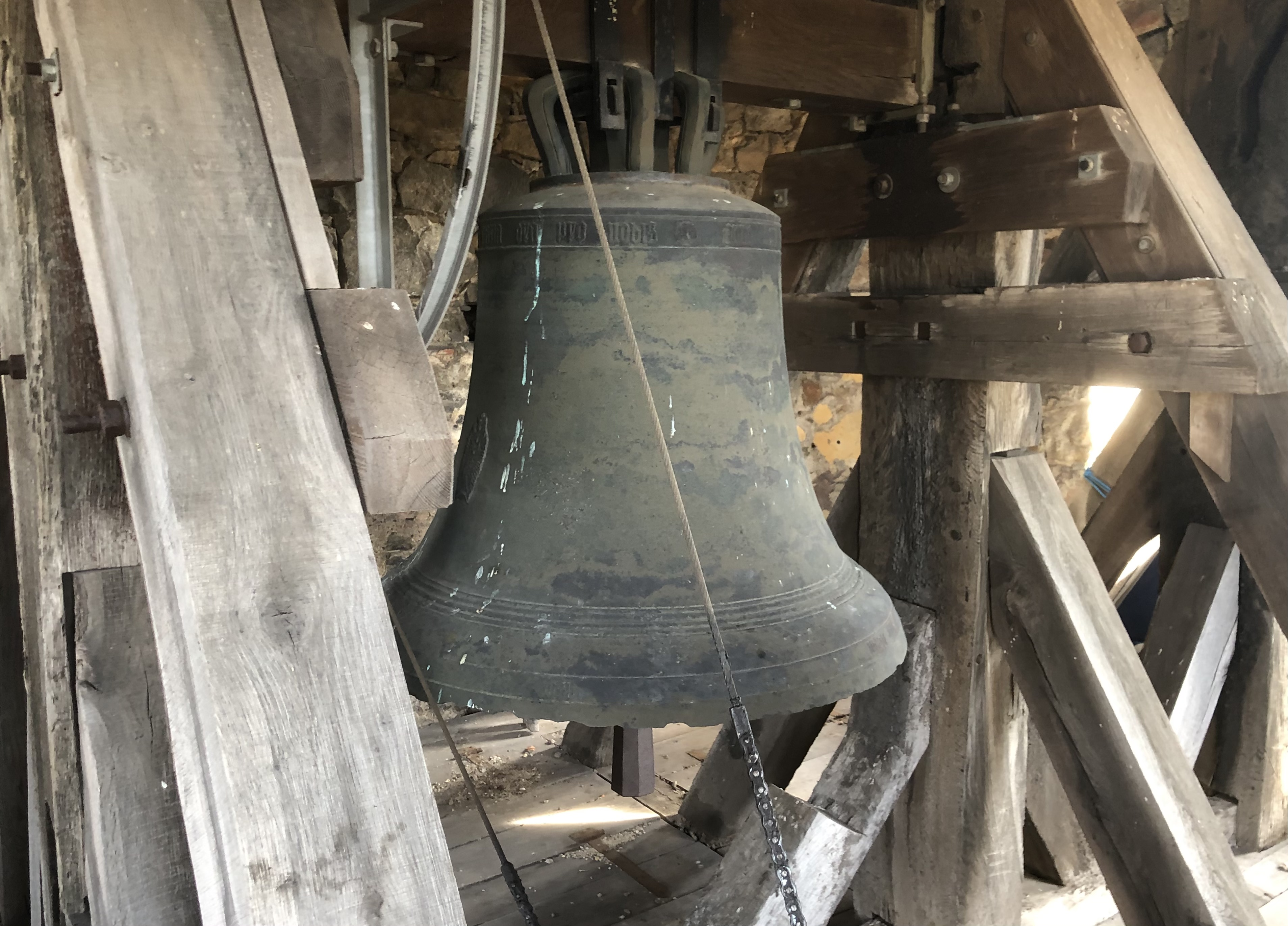
Christkönigsglocke im Turm, 2021

An der Ausstattung der Kirche ist insbesondere die 1523 gegossene Christkönigsglocke bemerkenswert. Zur Westerhüser Kirche gehörten aber auch diverse kirchliche Gebrauchsgegenstände. Zu nennen sind zwei silbervergoldete Abendmahlskelche. Einer in gotischer Form stammte von 1685. Im Stiel befand sich ein Knauf sowie sechs vierkantige Zapfen mit dem Namen JEHSUS. Der andere Kelch stammte vom 30. März 1760 und trug eine Widmung, wonach er ein Geschenk des in Westerhüsen lebenden Daniel Wulstein war. Der Fuß des Gefäßes war mit abwärts laufenden Wellenlinien verziert. Vermutlich gleichzeitig gelangte die Kirche in den Besitz einer gleichfalls silbervergoldeten Patene, einem Teller für Oblaten, auf deren Rand eine vierblättrige, von einem Kreis umschlossenen Rosette zu sehen war. Jeweils aus Zinn waren eine Oblatenbüchse und eine Taufkanne. Ihrer Gravur nach am 25. Dezember 1841 der Kirche gewidmet von Maria Gottvertrau und Valida Knorr. Die ebenfalls aus Zinn gefertigten Altarleuchter stammten noch aus der Zeit vor 1713. Im Jahr 1872 erhielt die Kirche neben einer Fahne zur Erinnerung an den Deutsch-Französischen Krieg eine weiße Batist-Decke sowie eine Weinkanne aus Neusilber für das Abendmahl. 1889 wurden für den größeren Altar zwei größere silberne Leuchter angeschafft.
Aus dem Jahr 1702 stammte eine aus Messing gearbeitete Taufschüssel. Auf deren Boden befand sich die Darstellung der Taufe Jesu durch Johannes. Der achteckige Rand war durch die Abbildung eines Fruchtgebindes verziert. Gestiftet war die Schüssel durch Sophia Catherina Stöffler, der zweiten Frau des Krügers Hans Michael Stöffler und Tochter des Halberstädter Pfarrers Primarius Wilhelm Rosenmeier.
Bemerkenswert war auch eine Nürnberger Altarbibel ebenfalls aus dem Jahr 1702 mit 250 Kupferstichen. Erstmals 1833 wurde im Inventar der Kirche ein Kruzifix aus Alabasterguß geführt. Aus dem Jahr 1694/95 stammte ein Gotteskasten, der 1696/97 Eisenbeschläge erhielt und zu dem ein großer Schlüssel in frühgotischen Formen gehörte. Letztlich ist das 1805 durch den Magdeburger Zeichenlehrer Klusemann gestaltete Kirchensiegel zu erwähnen. Es zeigte einen knienden, gesteinigten zum erhöhten Christus aufblickenden Stephanus. Es wurde 1867 durch einen moderneren Stempel im Gebrauch abgelöst.

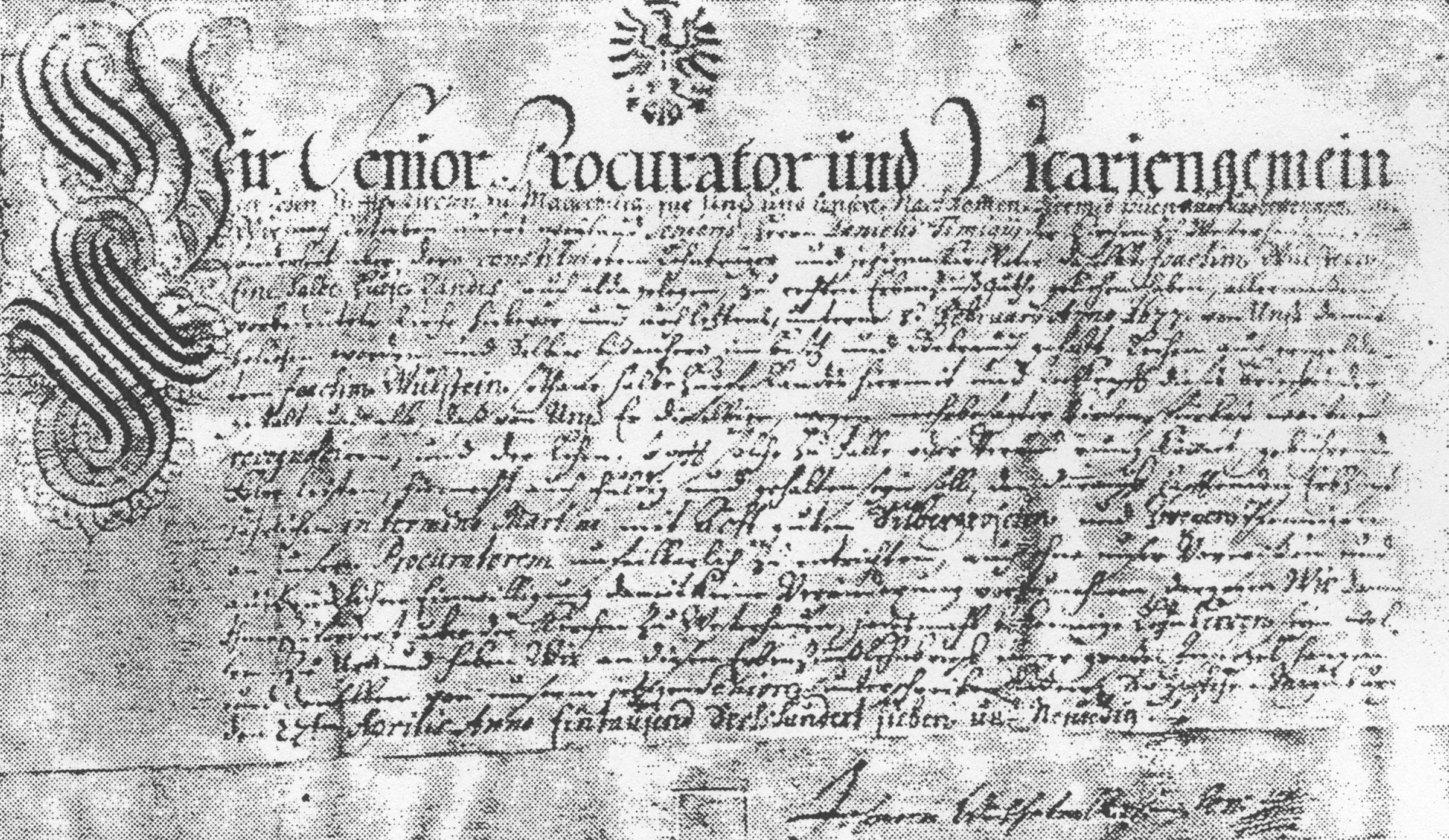
Lehnsbrief aus dem Jahr 1697

Zur Kirchengemeinde gehören auch 40 historische Lehnsbriefe aus der Zeit zwischen 1576 und 1824.

## Orgel
Um 1766 erhielt die Kirche eine Orgel. Die Anschaffung der Orgel ging auf einen Kantor Barth zurück, der seine von der Gemeinde beabsichtigte Anstellung vom Vorhandensein einer Orgel abhängig machte. Der Orgelbauer des Domkapitels Joh. Dav. Tintzsch teilte eine aus der Zeit um 1580 stammende Orgel des Klosters Ammensleben auf. Während das neunstimmige Hauptwerk nach Schnarsleben gebracht wurde, erhielt Westerhüsen das sechs Register umfassende Rückpositiv, welches der Hauptorgel ursprünglich vorgelagert und in der Brüstung des Chors in Groß Ammensleben eingearbeitet war. Diese kleine Orgel verfügte über die Stimmen: Gedackt 8', Prinzival 4', Oktave 2', Quinte 11/3′, Mixtur dreifach und Krummhorn 4'. Die Kosten betrugen 100 Taler, von denen die Kirchengemeinde 60 und die anderen 40 Taler die Schöppen Christoph Wullstein und August Strumpf trugen. Kantor Barth absolvierte nach der Aufstellung ein Probespiel und lehnte dann eine Anstellung an der Westerhüser Kirche jedoch ab. Nach der Reparatur von 1841/42 musste die Orgel schließlich ersetzt werden.
1866 wurde die neue Orgel durch den Orgelbaumeister Adolf Reubke aus Hausneindorf gebaut. Dieses Werk hatte folgende Disposition:
| I Hauptwerk C–f3 |            |       |
| 1.               | Bordun     | 16′   |
| 2.               | Prinzipal  | 8′    |
| 3.               | Hohlflöte  | 8′    |
| 4.               | Gamba      | 8′    |
| 5.               | Oktave     | 4′    |
| 6.               | Quinte     | 2 ⁄3′ |
| 7.               | Oktave     | 2′    |
| 8.               | Mixtur III |       |

| II Manual C–f3 |         |    |
| 9.             | Gedackt | 8′ |
| 10.            | Aeoline | 8′ |
| 11.            | Flöte   | 4′ |

| Pedal C–d1 |           |     |
| 12.        | Subbass   | 16′ |
| 13.        | Offenbass | 8′  |

- Koppeln: II/I, I/P, II/P

Die Schleifladen waren aus Buchenholz gefertigt. In den 1930er Jahren war die Orgel zwar funktionstüchtig, es bestand jedoch Sanierungsbedarf. Neben Abnutzungserscheinungen und beginnendem Wurmfrass, waren auch mechanische Teile brüchig geworden.

## Pfarrer
Von den an der Westerhüsener Kirche tätigen Pfarrern sind folgende Amtszeiten überliefert:
- ab etwa 1553, Johannes Kickenap (* etwa 1530)
- ab etwa 1572, Johannes Starcke (* etwa 1542)
- bis 1622, Johannes Reumann († 1622)
- bis 1626, Georg Cramer († 1626)
- Johann Sagittarius
- bis 1636, Joachim Pomarius (* etwa 1595, † 10. November 1636 in Schönebeck), nach ihm elf Jahre Vakanz
- 1647 bis 1686, Martin Friedrich Curio (* etwa 1620, † 18. November 1686)
- 1687 bis 1691, Adam Stengel (* 1643 in Baruth, † 16. September 1691 in Westerhüsen), vorher Kantor in Langenweddingen[59]
- 1692 bis 1703, Johannes Hilliger († 3. Oktober 1721), danach in Groß Ottersleben tätig
- 1704 bis 1707, Achatz Erdmann Schröder († 30. Juli 1728), danach in Schnarsleben tätig
- 1709 bis 1715, Daniel Christian Balecke (* etwa 1680, † 15. August 1715)
- 1716 bis 1721, Julius Franziskus Lüders († 12. November 1754), danach in Aken (Elbe) tätig
- 1723 bis 1730, Daniel Luca († 15. Januar 1752), danach in Langenweddingen tätig
- 1730 bis 1740, Johann Christoph Wiggard (* um 1695, † 11. September 1761 in Dahlenwarsleben), danach in Dahlenwarsleben tätig
- 1740 bis 1778, Joachim Christian Freytag (* etwa 1705, † 12. April 1778)
- 1779 bis 1834, Ehrenfried Michael Wenzlau (* 13. Februar 1754 in Magdeburg, † 13. Februar 1834 in Westerhüsen)
- 1834 bis 1846, Christian Jacob Dietrich Schulze (* 10. Oktober 1775 in Salzwedel, † 3. März 1846), war zuvor in Lagendorf und Gröningen tätig
- 1846 bis 1875, Karl Valentin Schultze (* um 1796, † um 1888), zuvor Prediger am Mädchenwaisenhaus Pretzsch[60]

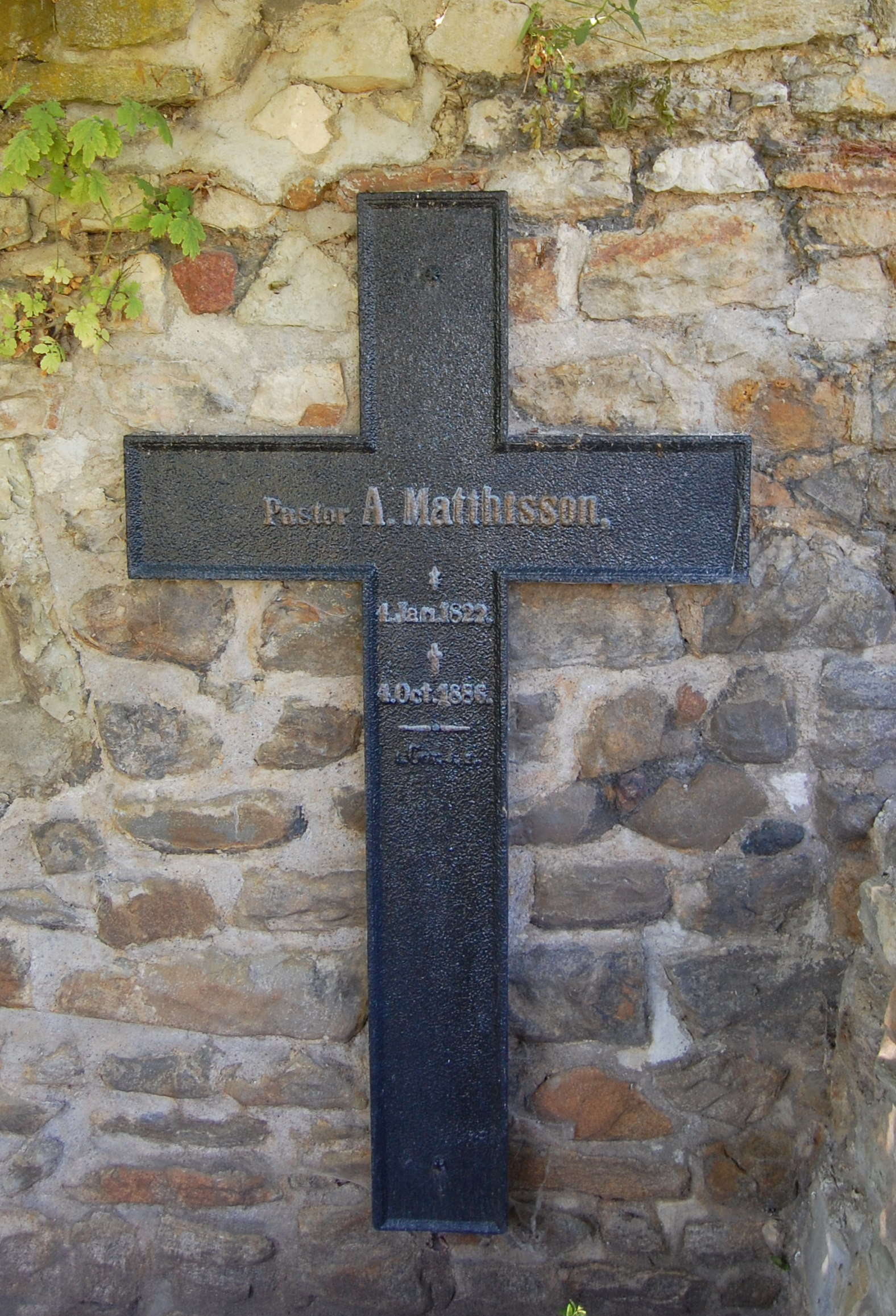
Kreuz für Pfarrer Matthisson an der Ostseite der Vorhalle

- 1875 bis 1886, Karl Heinrich August Matthisson (* 4. Januar 1822, † 4. Oktober 1886), zuvor Pfarrer in Baben[61]
- 1887 bis 1908, Adolf Hermes
- 1908 bis 1923, Gerhard Wangemann
- 1923 bis 1944, Albert Hosenthien (* 6. Dezember 1882 in Drackenstedt, † 17. Juni 1972 in Braunschweig)
- 1944 bis 1958, Erich Balke (* 9. Januar 1898, † 3. Dezember 1977), Grabstelle auf dem Friedhof Westerhüsen
- 1958 bis ?, Superintendent Hülsen
- ? bis ?, Pastorin Goldbecker
- 1989 bis 2002, Thomas Wolter
- 2003 bis 2014, Matthias Simon, anschließend Pfarrer an der Sankt-Marien-Kirche in Haldensleben
- 2014 bis 2020, Gesine Rabenstein[62]
- 2020 bis 2021, Giselher Quast (Vakanzvertretung)
- seit 2021, Thoralf Thiele[63]